# Barbalha
Barbalha é um município brasileiro do estado do Ceará. Localiza-se na Região Metropolitana do Cariri, Mesorregião do Sul Cearense, a 504 quilômetros da capital Fortaleza pela BR-122. Ocupa a 7ª colocação no estado em IDH geral, a 9ª em IDH-Educação e a 4ª em IDH-Longevidade. O Instituto Brasileiro de Geografia e Estatística estimou sua população para 2022 em 75.033 habitantes. Passam pela cidade as CEs: 060, 293 e 386.
Tem como padroeiro Santo Antônio, o casamenteiro, e apresenta vários prédios e locais históricos, preservando nuances coloniais.
Situa-se na latitude de 7°18′18″ S e na longitude de 39° 18′ 7″ W, aos pés da Chapada do Araripe e, junto com as cidades de Crato e Juazeiro do Norte, compõe o triângulo Crajubar na região do vale do Cariri. Tem ao redor a Floresta Nacional do Araripe-Apodi, mais conhecida como FLONA Araripe.
É a terra natal do padre Monsenhor Murilo, dos advogados Hermes Carleial e Cláudio Martins, dos médicos Leão Sampaio, Mozart Cardoso de Alencar e Lyrio Callou, do engenheiro Joaquim Francisco de Paula e dos jornalistas Edilmar Norões e José Bernardino Carvalho Leite.

## Etimologia
O topônimo Barbalha é alusivo ao nome de uma moradora de um sítio da região cuja casa servia de albergue para tropeiros de gado que traziam rebanhos de Pernambuco para passarem os períodos de estiagem na região da Chapada do Araripe.
Por ser proprietária do principal ponto de apoio e hospedagem da região, tornou-se bastante conhecida por sua hospitalidade, o que contribuiu para que a localidade herdasse seu nome.
A denominação original da cidade era Freguesia do Santo Antônio de Barbalha. Em 1838 adotou-se o nome Barbalha.

## História
As terras localizadas às margens do Riacho Salamanca eram habitadas pelos índios Kariri, antes da chegada das entradas no interior brasileiro, durante o século XVII.
Os integrantes das entradas, militares e religiosos, mantiveram os primeiros contatos com os nativos, estudaram todas as regiões dos Cariri, catequizaram os indígenas e os agruparam em aldeamentos ou missões. Este contato entre exploradores e nativos repercutiu profundamente na formação cultural do lugar, principalmente no que tange à difusão de "entes do imaginário popular", tais como "papafigo, pai-da-mata, rasga-mortalha, almas do outro mundo, lobisomem, o diabo, entre outros".
Os resultados destes contatos e descobrimentos desencadearam notícias de que na região existiria ouro em abundância e em  seguida desencadeou-se uma corrida para os sertões brasileiros, onde famílias oriundas de Portugal, sonhando com as riquezas de terras inexploradas e com a esperança de encontrar ouro. Queriam enriquecer e aumentar seu prestigio pessoal perante a corte portuguesa.
A busca do metal precioso, nas ribanceiras do Rio Salgado, trouxe para a região do Sertão do Cariri, a colonização e com consequência a doação de sesmarias, o que permitiu o surgimento de lugarejos e vilas. Deste contexto surge Barbalha, um núcleo urbano que cresce ao redor da capela de Santo Antônio fundada nas terras de Francisco Magalhães Barreto e Sá, que era parente de Mem de Sá, terceiro Governador-Geral do Brasil. De Francisco Magalhães descende a família Sá Barreto, cujos membros incluem Cid Feijó Sampaio e seu sobrinho-neto Eduardo Campos, governadores de Pernambuco, Leão Sampaio, Deputado Federal, Gregório Pereira Pinto, patriarca de Terra Nova-PE, Luiz Filgueiras Sampaio empresário, Argemiro Sampaio, prefeito de Barbalha e diversas outras personalidades de destaque no cenário regional. A cidade participou de importantes momentos da história nacional. A Revolução Pernambucana de 1817, a  no Guerra de Independência do Brasil Maranhão e a Confederação do Equador tiveram a participação do Capitão-mor do Crato, o baiano José Pereira Filgueiras que residia no Sítio São Paulo, neste município, com a participação de Bárbara de Alencar e seus filhos Tristão Alencar Araripe e José Martiniano de Alencar (pai do escritor José de Alencar). Dessas famílias descendem Antônio Correia Sampaio Filgueiras que participou da construção da Igreja do Rosário e Romão Pereira Filgueiras Sampaio prefeito de Salgueiro-PE. Importante para a história do município foi também a Casa Sampaio e a Engenho Tupinambá, da família Sá Barreto Sampaio.
A cidade, situada na Chapada do Araripe, servia como um verdadeiro oásis na paisagem árida do Sertão Nordestino e atraiu a instalação de engenhocas de rapadura, de onde baseou sua economia os primeiros séculos de sua história, no século XIX passou a abrigar alguns empreendimentos comerciais e no século XX assumiu a sua vocação no setor de serviços.
Em 1926, passaram pela cidade Lampião e seu bando, que estavam a caminho de Juazeiro do Norte para integrar o Batalhão Patriótico. Por esta ocasião conversou com líderes locais e jornalistas.
Há registros de que a cidade, ainda em seu estágio embrionário, sofreu um saque empreitado por um grupo composto por, aproximadamente, 2000 jagunços, os quais pilharam os valores que encontraram, e atearam fogo em milhares de contos de réis, causando um impacto na economia local e impedindo o crescimento do lugarzinho, que desfrutava de relativa prosperidade. Houve, ainda, um segundo saque, mas bem depois do primeiro. Desta vez, o fato se deu quando da modificação do traçado da Rede de Viação Cearense (RVC). Todavia, em 1950, a ferrovia, enfim chegou, junto com a eletricidade, vinda de Paulo Afonso, em 1961. Assim, a cidade voltou a crescer.
Os padres salvatorianos tem destacada atuação no âmbito cultural e educacional da cidade, além do religioso. Por muitos anos dirigiram o Colégio Santo Antônio e coordenam os festejos de santo padroeiro no mês de junho. Dentre os religiosos dessa congregação estão Padre Agostinho Mascarenhas, Padre Mário, Padre Renato Simoneto, dentre outros. Padre Agostinho foi, além pároco, diretor do referido colégio, conselheiro e líder espiritual animando a vida religiosa quando convidou a Comunidade Católica Shalom  para criar um núcleo em Barbalha. A julgar pela quantidade de referências presentes na cidade: Biblioteca Municipal Padre Agostinho, Rua Padre Agostinho Mascarenhas, Residencial Padre Agostinho, dentre outros, padre Agostinho deixou uma marca especial na cidade. O referido religioso está enterrado na Igreja Matriz de Santo Antônio.

### Formação administrativa
Em 30 de agosto de 1838 é criado pela lei provincial n° 130 o distrito de Barbalha, subordinado ao município do Crato. Em 17 de agosto de 1846, data de sua emancipação política, o então distrito é desmembrado do Crato e elevado à condição de vila com a denominação de Barbalha, pela lei provincial nº 374.
Em 30 de agosto de 1876 foi elevada à categoria de cidade pela lei nº 1740. Contava apenas com o distrito sede (Barbalha).
Pelo ato estadual de 15 de setembro de 1904, é criado o distrito de Cajazeiras e anexado ao município de Barbalha. Tal distrito recebe nova denominação em 30 de Dezembro de 1943 pelo decreto-lei estadual nº 1.114, passando a denominar-se Arajara. Em divisão territorial datada de 1 de julho de 1950, o município é constituído de dois distritos: Barbalha(sede) e Arajara, permanecendo desta maneira até 1991.
Em 23 de abril de 1991, é criado pela lei municipal nº 1.147 o distrito de Estrela. Este é anexado ao município de Barbalha e em divisão territorial datada de 1 de junho de 1995, o município é constituído de 3 distritos: Barbalha (sede), Arajara e Estrela, permanecendo assim até o ano de 2005.
Pela lei municipal nº 1.499, de 28 de fevereiro de 2002, é criado o distrito de Caldas dentro município de Barbalha. Em divisão territorial datada de 2007, o município é constituído de quatro distritos: Barbalha (sede), Arajara, Caldas e Estrela.
Na Sede, os principais bairros são: Centro, Bairro do Rosário, Bairro de Fátima, Cirolândia (nome dado em homenagem a Ciro Gomes), Populares, Malvinas, dentre outros.
No Distrito Estrela, há alguns sítios: Lagoa, Sítio Estrela, Novo Horizonte, Venha-Ver, Bulandeira etc.

## Geografia
Situado ao lado norte da Chapada do Araripe, o município tem dois tipos principais de solo: latossolo e sedimentar. Mas também encontram-se solos pozólicos, litólicos, e aluviais. Devido ao solo sedimentar, são encontrados, frequentemente, principalmente nos locais mais próximos à encosta da chapada, fósseis de diferentes espécies de plantas, microorganismos e animais. As principais elevações são as serras e serrotes, com destaque para o chapadão da Serra do Araripe. Já a bacia sedimentar se caracteriza por formar aquíferos que alimentam as diversas fontes existentes por toda a área da chapada.

### Hidrografia e recursos hídricos

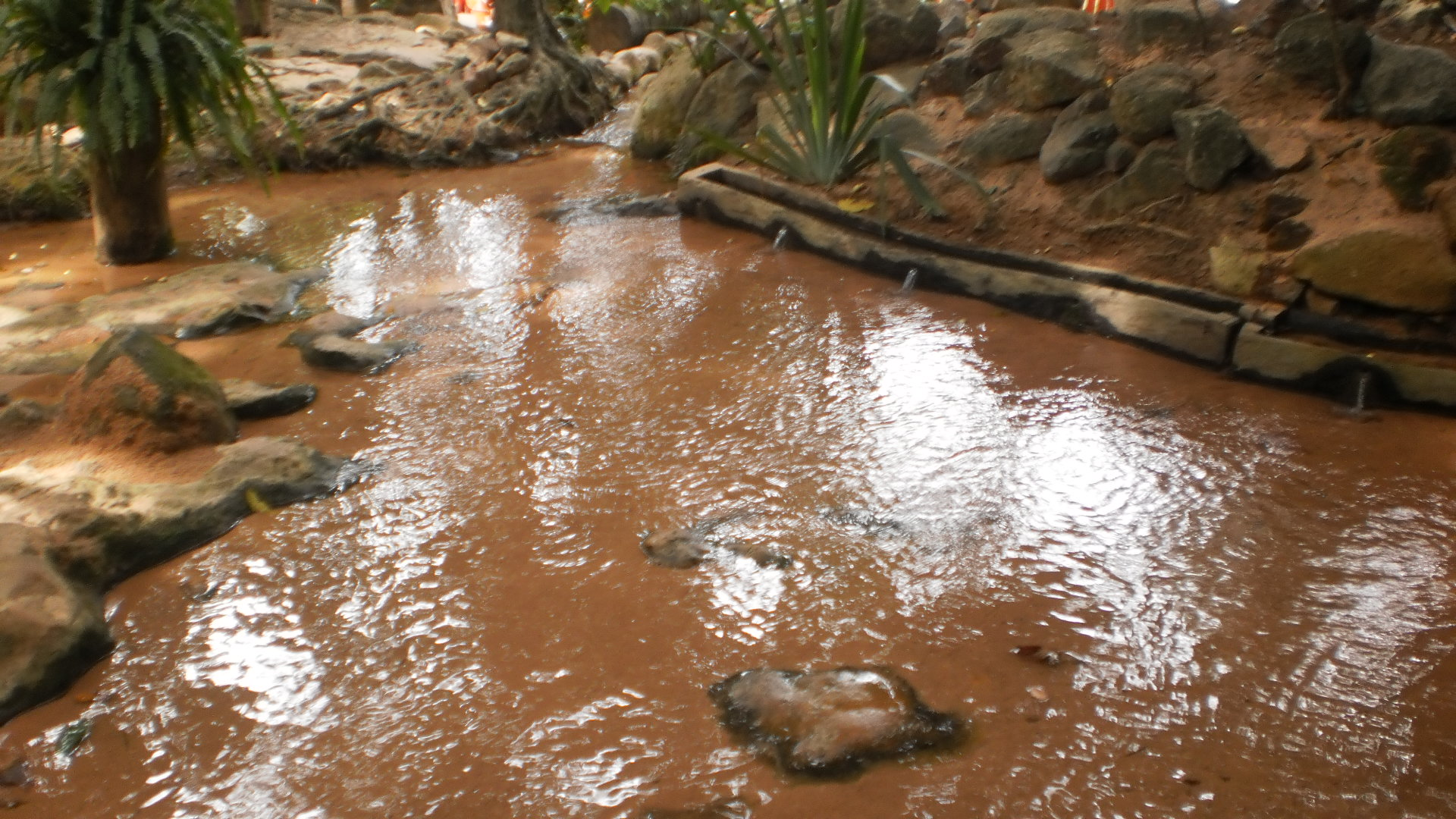
Bebedouro no Caldas

Barbalha se encontra nos domínios da Sub-bacia Hidrográfica do Rio Salgado. Ademais, podem-se distinguir, em Barbalha, dois grandes domínios hidrogeológicos: rochas sedimentares e depósitos aluvionares. O rio Salamanca, principal curso fluvial do município, surge a partir do escoamento da água das nascentes da Chapada do Araripe. É responsável pela irrigação dos canaviais e demais plantações ao longo do seu leito que deságua no Rio Salgado.
| Maiores acumulados de precipitação em 24 horas registrados em Barbalha por meses (INMET, 1973-2021) | Maiores acumulados de precipitação em 24 horas registrados em Barbalha por meses (INMET, 1973-2021) | Maiores acumulados de precipitação em 24 horas registrados em Barbalha por meses (INMET, 1973-2021) |
| Mês                                                                                                 | Acumulado                                                                                           | Data                                                                                                |
| --------------------------------------------------------------------------------------------------- | --------------------------------------------------------------------------------------------------- | --------------------------------------------------------------------------------------------------- |
| Janeiro                                                                                             | 163,9 mm                                                                                            | 15/01/1979                                                                                          |
| Fevereiro                                                                                           | 125,8 mm                                                                                            | 15/02/1985                                                                                          |
| Março                                                                                               | 131,4 mm                                                                                            | 22/03/1974                                                                                          |
| Abril                                                                                               | 200,8 mm                                                                                            | 13/04/1974                                                                                          |
| Maio                                                                                                | 121,1 mm                                                                                            | 02/05/1990                                                                                          |
| Junho                                                                                               | 89,4 mm                                                                                             | 23/06/2013                                                                                          |
| Julho                                                                                               | 79,1 mm                                                                                             | 11/07/2002                                                                                          |
| Agosto                                                                                              | 47,2 mm                                                                                             | 11/08/1973                                                                                          |
| Setembro                                                                                            | 25 mm                                                                                               | 26/09/1976                                                                                          |
| Outubro                                                                                             | 96,4 mm                                                                                             | 17/10/2011                                                                                          |
| Novembro                                                                                            | 66,6 mm                                                                                             | 27/11/1996                                                                                          |
| Dezembro                                                                                            | 111 mm                                                                                              | 24/12/1985                                                                                          |

O município não conta com açudes e reservatórios de grande volume. As principais fontes de água são as nascentes da serra que suprem as necessidades da cidade e dos sítios, no que diz respeito ao consumo humano, animal e irrigação, e à produção industrial. As principais drenagens que ocorrem no Município são o Rio Salamanca e os riachos Santana, Missão, Macacos e Jardim.
Há, no Município, duas empresas que exploram uma fonte de água mineral, cada, engarrafando-a e comercializando-a. Podem ser encontrados em seu território aproximadamente 124 poços tubulares, dos quais 38 são públicos e 86 são de propriedade particular. Os Distritos do Caldas e Arajara são ricos em fontes, riachos e reservatórios de água. Conta com vários geossítios, entre eles o Riacho do Meio com várias fontes naturais.

### Clima
O clima de Barbalha é tropical As na área serrana e semiárido nas áreas mais baixas, com chuvas concentradas entre dezembro e abril e índice pluviométrico de 1 060 milímetros (mm) anuais. A média das temperaturas máximas diárias se encontra entre 30 °C a 35 °C na maior parte do ano. Nos meses de maio a agosto o clima é relativamente mais ameno, principalmente durante a noite e madrugada. Em um ano a insolação ultrapassa 2 900 horas.
Segundo dados do Instituto Nacional de Meteorologia (INMET), de 1973 a 2021 a menor temperatura registrada em Barbalha foi de 12,6 °C em 11 de agosto de 1976 e a maior atingiu 39,2 °C em 19 de outubro de 2016. O maior acumulado de precipitação registrado em 24 horas alcançou 200,8 mm em 13 de abril de 1974, seguido por 186,8 mm em 23 de abril de 2015 e 163,9 mm em 15 de janeiro de 1979. O mês de maior precipitação foi março de 2008, com 593,8 mm.
| Dados climatológicos para Barbalha                                                                                        | Dados climatológicos para Barbalha | Dados climatológicos para Barbalha | Dados climatológicos para Barbalha | Dados climatológicos para Barbalha | Dados climatológicos para Barbalha | Dados climatológicos para Barbalha | Dados climatológicos para Barbalha | Dados climatológicos para Barbalha | Dados climatológicos para Barbalha | Dados climatológicos para Barbalha | Dados climatológicos para Barbalha | Dados climatológicos para Barbalha | Dados climatológicos para Barbalha |
| Mês | Jan                                | Fev                                | Mar                                | Abr                                | Mai                                | Jun                                | Jul                                | Ago                                | Set                                | Out                                | Nov                                | Dez                                | Ano                                |
| --- | ---------------------------------- | ---------------------------------- | ---------------------------------- | ---------------------------------- | ---------------------------------- | ---------------------------------- | ---------------------------------- | ---------------------------------- | ---------------------------------- | ---------------------------------- | ---------------------------------- | ---------------------------------- | ---------------------------------- |
| Temperatura máxima recorde (°C)                                                                                           | 37,5                               | 38,1                               | 37,8                               | 36,9                               | 36,8                               | 35,8                               | 36,8                               | 37,8                               | 38,7                               | 39,2                               | 38,8                               | 38,5                               | 39,2                               |
| Temperatura máxima média (°C)                                                                                             | 32,7                               | 31,6                               | 31,3                               | 31,3                               | 31,3                               | 30,9                               | 31,1                               | 32,7                               | 34,4                               | 35,3                               | 35,1                               | 34,4                               | 32,7                               |
| Temperatura média compensada (°C)                                                                                         | 26,2                               | 25,6                               | 25,4                               | 25,2                               | 25                                 | 24,7                               | 24,6                               | 25,5                               | 26,8                               | 27,8                               | 27,8                               | 27,3                               | 26                                 |
| Temperatura mínima média (°C)                                                                                             | 21,8                               | 21,6                               | 21,5                               | 21,2                               | 20,7                               | 19,9                               | 19,6                               | 19,5                               | 20,3                               | 21,6                               | 22,2                               | 22,2                               | 21                                 |
| Temperatura mínima recorde (°C)                                                                                           | 16,8                               | 17,8                               | 16,8                               | 14,6                               | 13,7                               | 12,7                               | 12,7                               | 12,6                               | 14,5                               | 15,5                               | 16,6                               | 15,6                               | 12,6                               |
| Precipitação (mm) | 180,9                              | 197,4                              | 251,7                              | 151                                | 69,8                               | 18,2                               | 13,9                               | 2,4                                | 4,2                                | 20,2                               | 36,3                               | 76,3                               | 1 022,3                            |
| Dias com precipitação (≥ 1 mm)                                                                                            | 10                                 | 12                                 | 14                                 | 10                                 | 5                                  | 2                                  | 2                                  | 1                                  | 1                                  | 2                                  | 4                                  | 5                                  | 68                                 |
| Umidade relativa compensada (%)                                                                                           | 72,5                               | 80                                 | 81,8                               | 81,1                               | 76,2                               | 70,2                               | 63,8                               | 57,8                               | 54                                 | 53,3                               | 59,3                               | 63,1                               | 67,8                               |
| Insolação (h) | 214,7                              | 193,3                              | 214                                | 227,4                              | 230,8                              | 235,4                              | 248,9                              | 284,3                              | 285,1                              | 290,5                              | 261,3                              | 252,6                              | 2 938,3                            |
| Fonte: INMET – Instituto Nacional de Meteorologia (normal climatológica de 1991-2020; recordes de temperatura: 1973-2021) |                                    |                                    |                                    |                                    |                                    |                                    |                                    |                                    |                                    |                                    |                                    |                                    |                                    |

### Flora e fauna

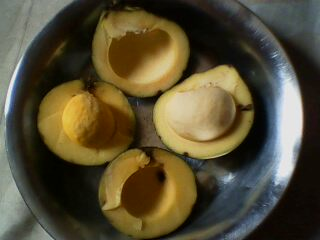
Frutos do Piquizeiro partidos, deixando à mostra as sementes

A vegetação é bastante diversificada, apresentando domínios de cerradão, caatinga e cerrado, bem como de várias comunidades vegetais, como a floresta subcaducifólia tropical xeromorfa (cerradão), a floresta subperenifólia tropical plúvio-nebular (mata úmida ou serrana), a floresta subcaducifólia tropical pluvial  (mata seca) e a floresta caducifólia espinhosa (caatinga arbórea). Dentro de sua área encontra-se a Floresta Nacional do Araripe.
Árvore de cerrado bastante comum é o piquizeiro (piqui), cuja semente do fruto é deveras utilizado na alimentação e, na medicina popular, como anti-inflamatório, fato que, recentemente, vem ganhando estudos científicos, que apontam no sentido de confirmar o conhecimento popular. Note-se que este piqui a que se refere, o Caryocar coriaceum, é diferente do Pequi (Caryocar brasiliense) encontrado em Mato Grosso, Goiás e Minas Gerais. Outra árvore, que não é natural da região, mas que se adaptou muito bem ao clima e que está bastante presente nas localidades rurais do município, é a mangueira (Mangifera indica). Sua fruta tem valor comercial e sua produção é sazonal. Há diversas variedades, como manga rosa, espada, barbalha e outras.

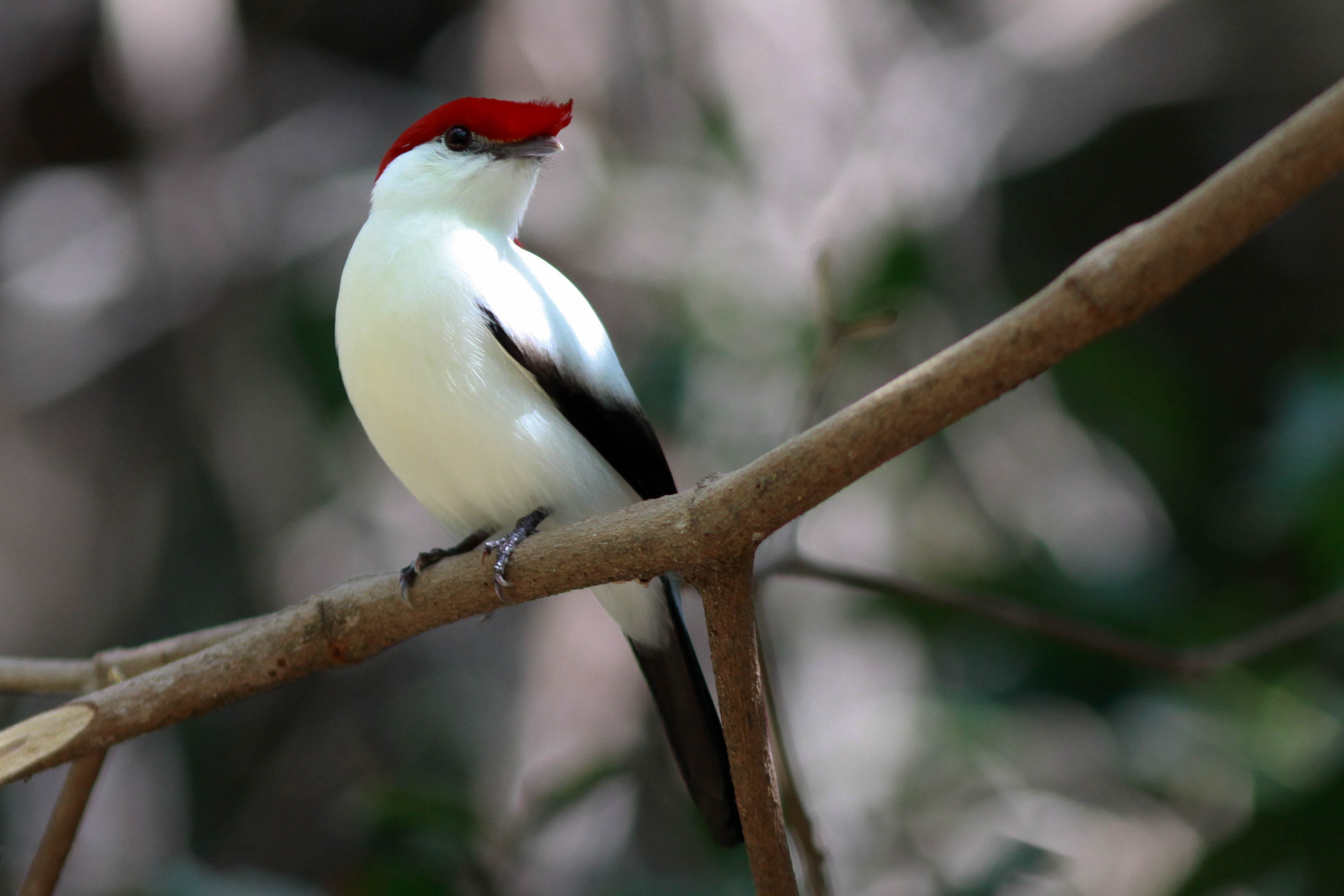
Soldadinho-do-araripe; pode-se ver o topete e demais características

Na fauna, são encontradas espécies de animais, como a onça-parda, o lobo-guará e o sagui. Este último, por ter seu habitat natural e recursos diminuídos, vem aparecendo cada vez mais no ambiente urbano, onde encontra alimentação e abrigo. Uma espécie endêmica, encontrada única e exclusivamente na área da Chapada do Araripe, é o soldadinho-do-araripe (Antilophia Bokermanni), pássaro raro, territorialista, frugívoro que, segundo especialistas, só é visto nos municípios de Barbalha, Crato e Missão Velha. Tem cerca e 15 cm de cumprimento e 20 gramas de massa corporal. Sua principal característica é o topete vermelho sobre o bico, presente apenas no macho. Seus principais predadores são o sagui e o gambá.
Esta espécie é, oficialmente, a ave símbolo de Barbalha, desde 2009, com o Decreto Municipal n° 24 do mesmo ano. Infelizmente está ameaçada de extinção e é muito comum no comércio ilegal de animais. Por este motivo o Instituto Chico Mendes de Conservação da Biodiversidade (ICMBio) iniciou o Plano Nacional para Conservação do Soldadinho do Araripe, lançando livro com mesmo título. Também há certa valorização pela legislação municipal.

## Demografia
De acordo com o censo do ano de 2022 do IBGE, o município de Barbalha tinha então 75 033 habitantes, sendo o 17º mais populoso do Ceará, com a densidade demográfica de 123,38 hab/km². Deste total de indivíduos, 48,28% (36.227) eram homens e 51,72% (38.806) mulheres. A taxa de mortalidade infantil é de 4,73 para cada 1000 nascidos vivos.
O número de cidadãos eleitores em 2022 era 48 075, portanto 64,07% da população. Em 2010, o número de residências particulares rurais era 3 832 (30,43% do total municipal), enquanto o de residências urbanas era 8 760 (69,57%). Em 2022, a população urbana correspondia a 71,79%, e a rural era de 28,21%. O número de médicos para cada 1000 habitantes é 5,87, mais que o dobro do número correspondente para o estado do Ceará como um todo.
Barbalha subiu da 3201ª posição no IDH-M em 2000 para a 2359ª posição em 2010, saltando quase mil posições no ranking, o que demonstra claro desenvolvimento.

## Política

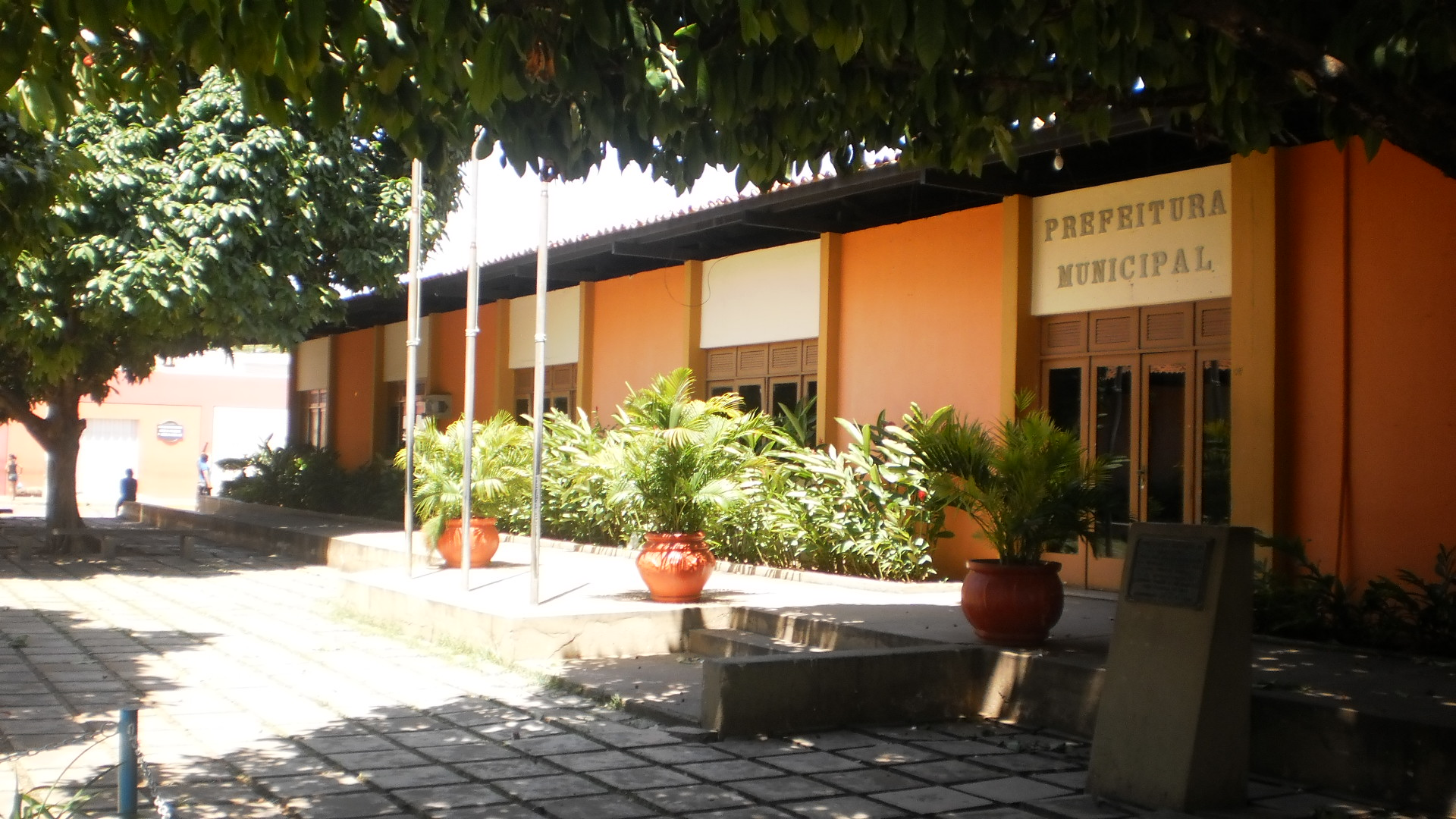
Paço municipal de Barbalha

Inicialmente Distrito do Crato, após emancipada, constituindo-se um Município e Comarca, Barbalha goza de autonomia administrativa, política e financeira, conforme ditames da Constituição da República Federativa do Brasil de 1988. Ainda seguindo o modelo deste mesmo diploma constitucional, conta com Poder Executivo e Legislativo, sendo as Varas Judiciais (Poder Judiciário) que abriga, Órgãos do Judiciário Estadual descentralizados com competência para decidir os litígios a eles atribuídos na forma do Código de Processo Civil Brasileiro e do Código de Divisão e Organização Judiciária do Estado do Ceará.
A administração municipal localiza-se na sede: Barbalha. No âmbito do Poder Executivo, tem-se como chefe o Prefeito, que atua em seu Gabinete. Ao escopo de auxiliá-lo em sua gestão e no trato de assuntos mais específicos, foram instituídas as Secretarias. Eis as secretarias que integram o Poder Executivo do Município de Barbalha: Secretaria de Obras, Secretaria de Cultura e Turismo, Secretaria de Educação, Secretaria de Saúde, Departamento Municipal de Trânsito (status de secretaria, como se verá em tópico específico), Secretaria de Agricultura, Secretaria de Finanças, Secretaria de Infra-estrutura, Secretaria de Juventude e Esporte, Secretaria de Meio Ambiente e Secretaria de Trabalho e Desenvolvimento Social.
A Câmara Municipal era composta por 10 vereadores até a legislatura de 2009/2012, todavia este número foi aumentado para 15 em 20 de junho de 2011, através da Emenda à Lei Orgânica n° 004/2011, sendo que esta regra começou a valer do ano de 2013, quando assumiram os vereadores escolhidos nas eleições municipais de 2012. A sede do Poder Legislativo municipal é o Palácio Luiz Filgueira Sampaio localizado à Rua 7 de Setembro.
O Poder Judiciário conta com três varas judiciais não especializadas, além do cartório eleitoral, que têm sede no Fórum Dr. Rotsenaidil Duarte Fernandes Távora localizado à Rua Zuca Sampaio. Barbalha corresponde à 31ª zona eleitoral do Ceará, e conta com aproximadamente 125 seções eleitorais.

## Economia
A economia do município de Barbalha tem sua base em vários âmbitos da economia produtiva e geradora de renda.

### Agricultura

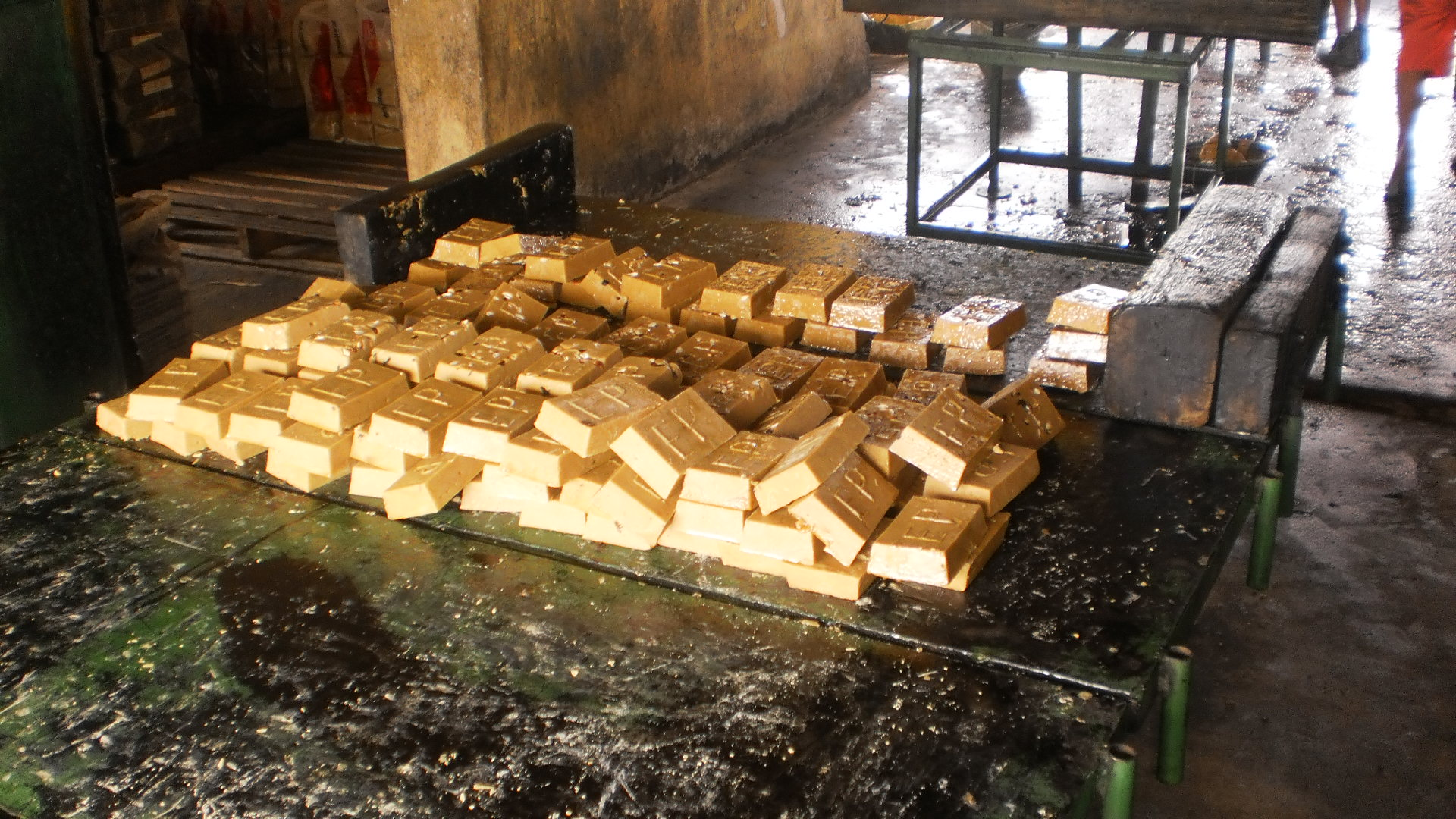
Rapadura

Tradicional pólo agrícola da região do Cariri, é responsável por grande parte da produção de gêneros alimentícios como frutas, verduras, legumes e hortaliças em geral. Possui uma grande área de plantio de cana-de-açúcar, com uma produção média de 22750 toneladas por ano, fato que lhe confere o título de terra dos verdes canaviais. A cidade detém grande parte dos engenhos de rapadura ativos na região além da usina de açúcar Manoel Costa Filho (atualmente desativada).
Também há cultivos experimentais de algodão feitos pela Embrapa.
Por conta do grande potencial para o agronegócio a cidade abriga desde 2012 a Ceasa da região do Cariri.
Observa-se discreta produção pecuária representada pela presença de rebanhos de caprinos, suínos e aves.

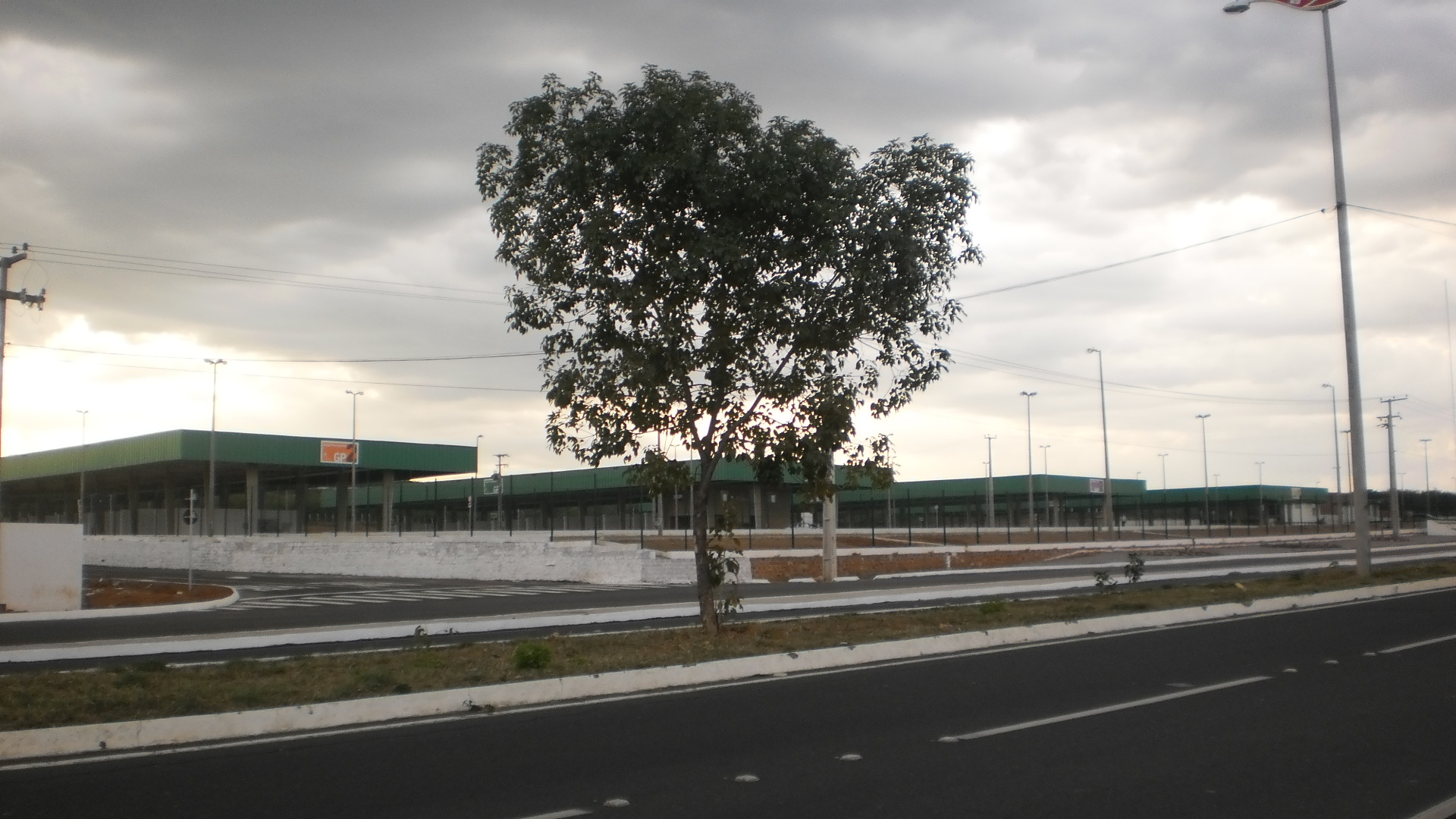
Ceasa Cariri

### Indústria
A produção industrial do município é relevante. Com número crescente de unidades industriais instaladas, a cidade conta com um parque industrial diverso, formado por firmas de beneficiamento de gêneros alimentícios e bebidas; fábricas de médio porte produtoras de calçados, vestuário e cerâmica. Alguns empreendimentos industriais têm importância regional, como a ITAPUÍ S.A. - antiga IBACIP (Indústria Barbalhense de Cimento Portland), concessão da Cimento Nassau; a FARMACE, indústria química e farmacêutica; a indústria metalúrgica Bom Sinal e a IBK, produtora de borracha e derivados. Igualmente importante é fazer menção à fábrica de Veículo Leve sobre Trilhos (VLT), chamada Bom Sinal.

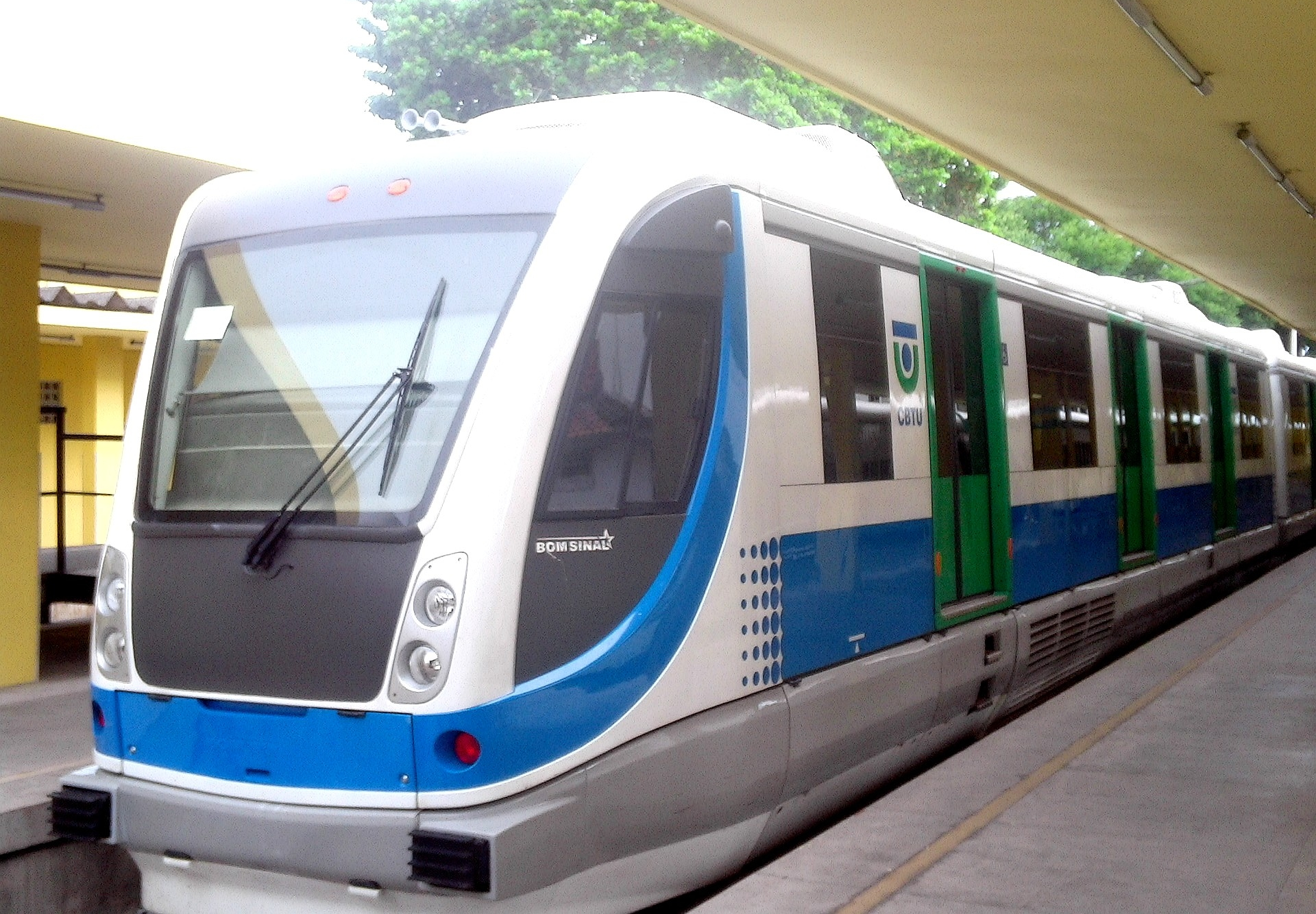
TUDH BS Mobile 3 fabricado pela Bom Sinal em operação no VLT de Maceió (Alagoas)

Dada a fase de crescimento econômico em que o Cariri se encontra, Barbalha acompanha a tendência regional apresentando grande crescimento no setor de construção civil, serviços e, principalmente, turismo visto sua privilegiada situação geográfica ao sopé da Chapada do Araripe. A cidade, que, em 1996, tinha em seu território apenas uma fábrica de calçados, passou, no ano de 2006, a abrigar nove indústrias do mesmo ramo. Isto significa um aumento de 8 indústrias em 10 anos, um percentual de 800% !
Outro dado importante é que o número de empregos formais tem aumentado junto com a indústria. Em 1996, havia apenas 1.459 postos de emprego no ramo da indústria, sendo que apenas 77 eram na indústria calçadista. Em 2006 os números mudaram: 1.793 postos de emprego na indústria como um todo e 503, considerando apenas a indústria calçadista.
Pode-se dizer, que o chamado "Governo das Mudanças" influenciou neste crescimento, já que partia do pressuposto que o desenvolvimento só seria alcançado pela promoção industrial. A partir desse pensamento, houve a interiorização da indústria. Este foi um movimento bem parecido com o ocorrido na década de 1950. Outro fator é a melhoria da qualidade de vida da população, bem como de alguns indicadores sociais, como a taxa de alfabetização da população e o aumento da média do tempo de estudo, o que qualifica mais a mão de obra e permite serviços mais avançados, e também a diminuição da mortalidade infantil.

### Comércio e serviços
O comércio de Barbalha tem sua principal expressão na feira semanal que ocorre aos sábados, nas proximidades do Mercado Municipal, feira esta, onde se pode encontrar desde frutas e legumes, cereais e outros gêneros alimentícios até artigos em couro e vestimentas. Diversas barracas e camelôs se espraem pelas ruas, o que de forma colateral, gera grande quantidade de lixo.
Quanto ao comércio formal, podem ser citadas como principais pontos os seguintes locais: Rua do Vidéo, Rua Princesa Isabel, Rua Pero Coelho, Neroly Filgueira e Rua Cel. João Coelho (CE-060).

#### Rua do Vidéo
Aqui encontra-se academia de musculação, escola, loja de móveis, mercadinho, lojas de roupas, restaurantes e lanchonetes, sendo que devido a estes dois últimos, apresenta grande movimentos aos sábados à noite, já que se pode encontrar música ao vivo e diversão após a semana de trabalho.

#### Rua Princesa Isabel
É uma Rua bastante valorizada do ponto de vista comercial, já que, embora apresente diversos estabelecimentos, tais como supermercado, mercadinhos, agência do Banco do Brasil, Hospital, lojas de roupas e artigos diversos, fica próxima do local onde se dá a feira semanal, o que incrementa ainda mais o movimento, além do que fica próxima ao terminal rodoviário e abriga o a Secretaria de Saúde, em cujo prédio localizava-se a antiga sede da Prefeitura Municipal.
As demais ruas citadas apresentam desde mercadinhos, funerária, agência da Caixa Econômica Federal, até autoescola.

## Infraestrutura

### Educação
Tida como uma cidade dedicada à instrução dos seus cidadãos, Barbalha possui esta vocação desde tempos remotos.
A história educacional de Barbalha tem seu nascedouro em 1889, quando foi fundado o Gabinete de Leitura de Barbalha, sociedade filantrópica que visava oferecer educação de qualidade aos pobres. Foi responsável pelos estudos primários de muitos cearenses de renome.
Em 1903 houve a fundação do Colégio Leão XII, por iniciativa do Juiz de Comarca Manoel Soriano de Albuquerque, com padrões de ensino equiparadas às instituições das grandes cidades à época, no intuito de garantir a formação dos filhos dos grandes proprietários de terra. Este homem, a propósito, teve grande participação na formação da estrutura educacional de Barbalha, tanto que além do feito acima mencionado, também inaugurou o Colégio Coração de Maria, instituição dedicada à instrução para moças.
Com o intuito de erradicar o analfabetismo, foi fundada em 1917 a Liga Barbalhense Contra o Analfabetismo, seguindo uma tendência social da época. A liga manteve, desde sua fundação, duas escolas que funcionaram até pouco tempo, cedendo suas aulas à rede pública de educação.
Por iniciativa do governador Justiniano de Serpa foi criado em 1923 o Grupo Escolar de Barbalha, hoje EEM Senador Martiniano de Alencar.
Em 1945 foi fundado o Centro de Melhoramentos de Barbalha, entidade beneficente, não governamental, com o ideal de pleitear melhorias para a cidade. Sentindo a necessidade da existência de instituições particulares que cuidassem da educação moral e científica da juventude barbalhense, foram fundados os colégios Nossa Senhora de Fátima e o Ginásio Santo Antônio. Providenciais são as palavras de Antônio Lyrio Callou sobre o Centro de Melhoramentos de Barbalha:

| “ | Ressente-se a nossa terra da falta de tudo isto, e uma das grandes lacunas é a ausência de um estabelecimento de ensino secundário, onde eficientemente seja ministrado à nossa juventude o curso de humanidades. Dezenas e dezenas de estudantes de ambos os sexos frequentam cursos em várias cidades deste e de outros Estados, com dispêndio muitas vezes, oneroso a economia dos pais [...] | ” |
O Colégio Nossa Senhora de Fátima foi entregue à direção das madres beneditinas e se prestava à educação feminina. Contava com um internato e recebia alunas de várias cidades da região, bem como de outros estados.
O Ginásio Santo Antônio, dirigido pelos padres salvatorianos, educava o juventude do sexo masculino e também recebia alunos de várias cidades e estados vizinhos. Com o passar dos anos, o regime de internato nas duas instituições foi extinto, tornando-se, ambas, escolas mistas.
Em pleno funcionamento, são tidas como umas das mais tradicionais instituições de ensino particulares da região.
Também pode-se mencionar o Colégio Lyrio Callou, originalmente Centro Educacional Lyrio Callou, nascido a partir do Gabinete de Leitura, já mencionado. Passou a ter o nome que hoje ostenta em 15 de abril de 1975.
A rede pública de educação é extensa e conta com várias escolas de educação infantil e fundamental na sede do município, distritos e localidades, além das escolas estaduais de nível médio.
A cidade conta, ainda, com escolas técnicas de educação profissional, com destaque para o Liceu de Barbalha que oferece vários cursos técnicos, dentre eles: técnico em enfermagem e informática.
Por conta de sua vocação para as ciências da saúde e por ser cidade polo na prestação de serviços nesta área a cidade abriga, desde 2001, o curso de Medicina da Universidade Federal do Ceará (UFCA). Houve grande pressão de grupos de alto escalão do Governo do Estado, no sentido de levar o curso para o Município de Juazeiro do Norte, tendo em vista o número, à época, 3 vezes maior, de eleitores, mas com força, Barbalha conseguiu vencer a batalha.
A Escola de Artes Reitora Violeta Arraes de Alencar Gervaiseau foi inaugurada no dia de 29 de novembro de 2008, e passou a funcionar regularmente no Casarão-Hotel. Esta instituição é vinculada à URCA. Todavia, a despeito de seus serviços prestados à sociedade barbalhense e sua enorme contribuição ao cenário cultural desta Cidade, sua sede foi transferida para Juazeiro do Norte em 2011, embora não sem resistência por parte da categoria jornalística barbalhense e de vários cidadãos que não queriam perder este verdadeiro patrimônio.
Em 2022, Barbalha foi contemplada com o curso de graduação tecnológica em Gestão de Turismo pela Universidade Regional do Cariri (URCA).
São ofertados, ainda, cursos superiores à distância de duas instituições privadas de ensino. Além disso, os barbalhenses se beneficiam de outras instituições de ensino superior sediadas nas cidades vizinhas do Crato e de Juazeiro do Norte, que são conurbadas de Barbalha.

#### Dados estatísticos
Alguns dados concretos (estatísticos) sobre a educação em Barbalha, referentes ao ano de 2010:
| Vínculo    | Quantidade de professores |
| ---------- | ------------------------- |
| Estadual   | 142                       |
| Municipal  | 536                       |
| Particular | 227                       |

 Há 5 (cinco) escolas estaduais no município, que, juntas, dispõem de 57 salas de aula, 41 (quarenta e uma) escolas municipais, que totalizam 255 (duzentos e cinquenta e cinco) salas de aula, e 15 (quinze) escolas particulares, que somam 186 (cento e oitenta e seis) salas de aula. Em 2010, 3.915 alunos eram matriculados na rede estadual de ensino, 10.967 na rede municipal e 3007 na rede particular.

### Saúde
Importante pólo regional de saúde, responde pela cobertura de várias cidades da região sul do Ceará e estados vizinhos.
A vocação para a excelência em prestação de serviços de saúde se dá a partir do retorno de alguns cidadãos à terra natal, quando do término do curso médico.

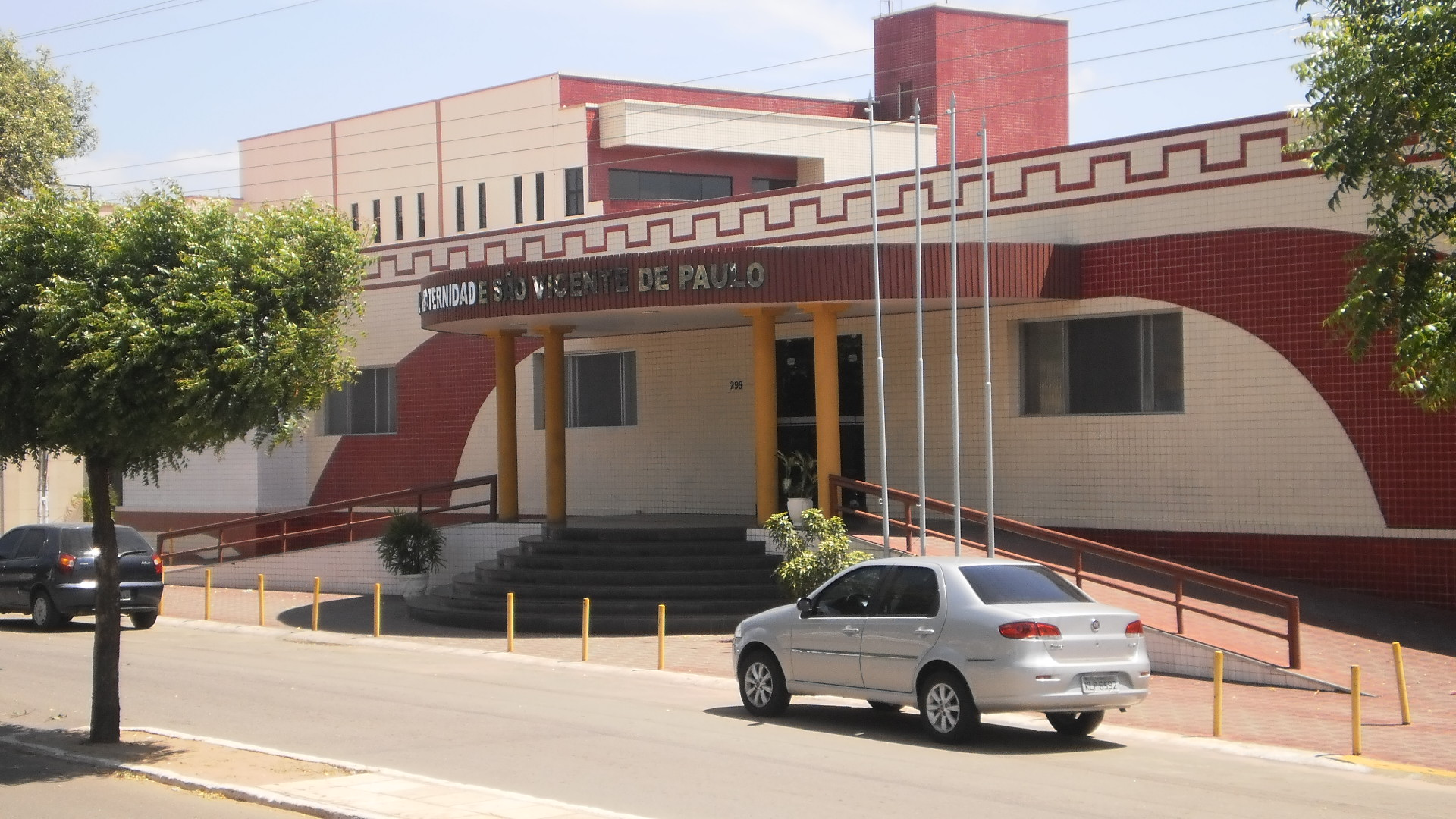
Hospital São Vicente

Devido ao crescente aumento da demanda por serviços de saúde surge o desejo da criação de uma instituição hospitalar que suprisse as necessidades do município. Com a fundação do Centro de Melhoramentos de Barbalha e por iniciativa dos médicos, notadamente o Dr. Lyrio Callou e políticos locais, iniciam-se as obras do Hospital e Maternidade São Vicente de Paulo. A nova casa de saúde abre suas portas à data de 1° de maio de 1970 já com um grande volume de atendimentos entre partos e assistência médica em geral. A direção do hospital foi entregue às freiras Beneditinas. O complexo hospitalar conta atualmente com um centro de oncologia de referência em todo o Nordeste, centro de traumatologia, centro de imagem e várias clínicas médicas. Conta, ainda, com uma UTI neonatal e recebe os acadêmicos do curso de Medicina do Cariri, da Universidade Federal do Ceará. São alguns números da instituição: 14.248 metros quadrados de área construída, 228 leitos, 157 médicos no seu Corpo Clínico, 567 funcionários, sendo referenciados para atendimentos por 45 cidades de cinco Micro-Regiões de Saúde e recebendo clientes de mais de 60 cidades por demanda espontânea. No ano de 2009 fez uma média de 32.932 atendimentos por mês.
Em 1981, por iniciativa dos irmãos médicos Antônio, José e João Correia Saraiva, funda-se o Hospital e Maternidade Santo Antônio. Já em 2011, a instituição de saúde contava com mais de 200 colaboradores (entre médicos, enfermeiros, auxiliares, etc...), bem como UTI NEURO devidamente equipada com 10 leitos, e mais semi-intensiva adulta, 02 (dois) laboratórios (terceirizado), serviço de hemodiálise (terceirizado) e serviços de imagem (terceirizado), além dos serviços próprios do Hospital e recém instalado de Ressonância Magnética. Com uma grande expansão entre os anos de 2000 e 2010, o hospital conta com um centro de hemodiálise e neurologia. Ao instituir o Hospital do Coração do Cariri, surge um novo complexo hospitalar com capacidade para realização de procedimentos médicos de alta complexidade na área de cardiologia.

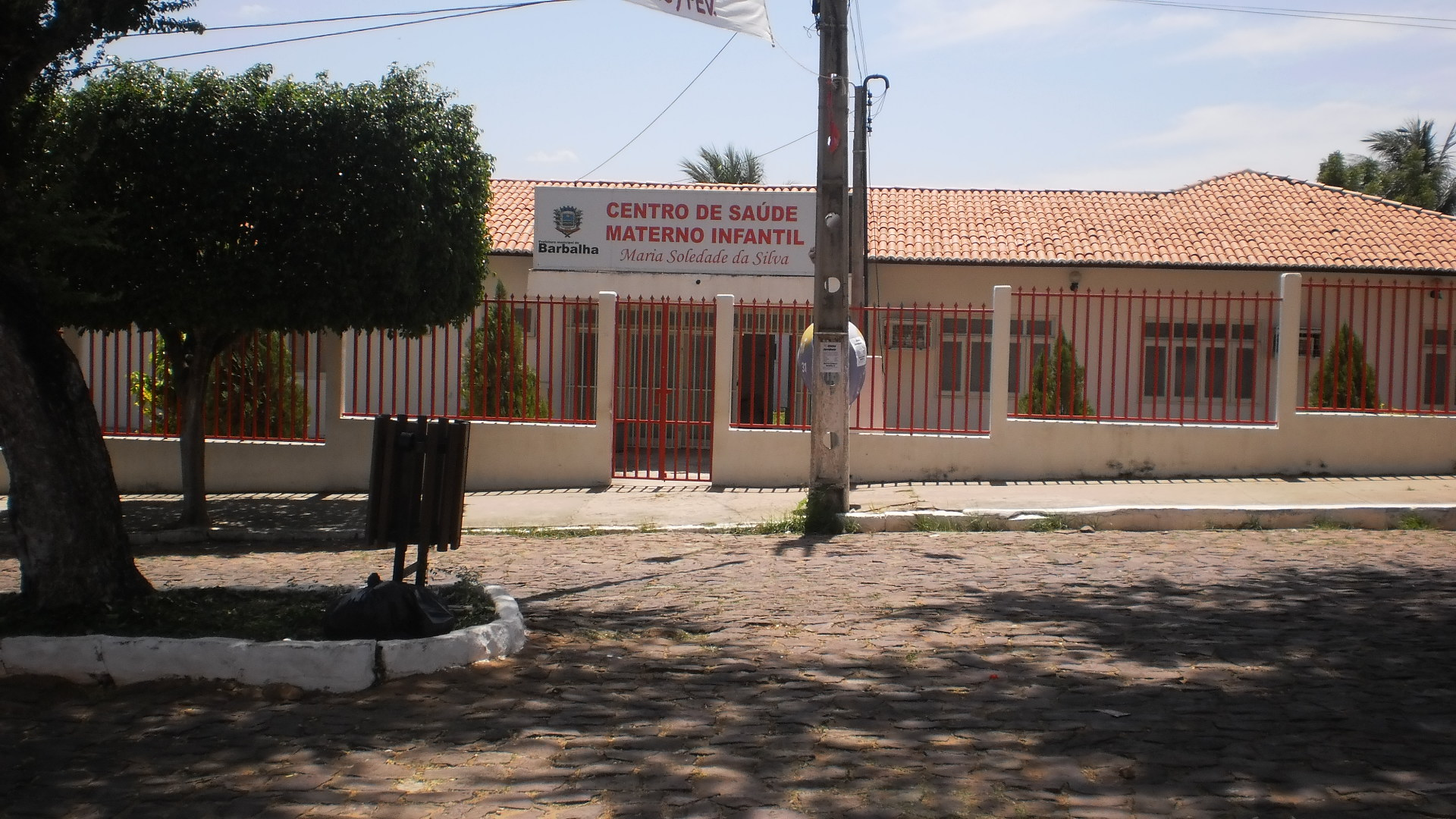
Centro de saúde materno-infantil

Os hospitais de Barbalha integram a rede de assistência médica de alta complexidade do SUS e governo do estado do Ceará e dão suporte ao Hospital Regional do Cariri (HRC).
No setor secundário, os centros de saúde especializados (centro de saúde materno-infantil, centro de hipertensão e diabetes, centro de atenção ao idoso, centro de especialidades odontológicas e CAPS) e os núcleos de apoio à saúde da família – NASF oferecem à população uma infra-estrutura completa de atendimento nas áreas que abrangem.
Barbalha contará com uma Policlínica de saúde (em fase de conclusão) instituída pela secretaria de saúde do estado do Ceará no ano de 2012 como parte do programa de reestruturação do sistema estadual de saúde.
O setor primário conta com várias unidades de básicas de saúde distribuídas na zona urbana e rural do município.

### Transporte e trânsito

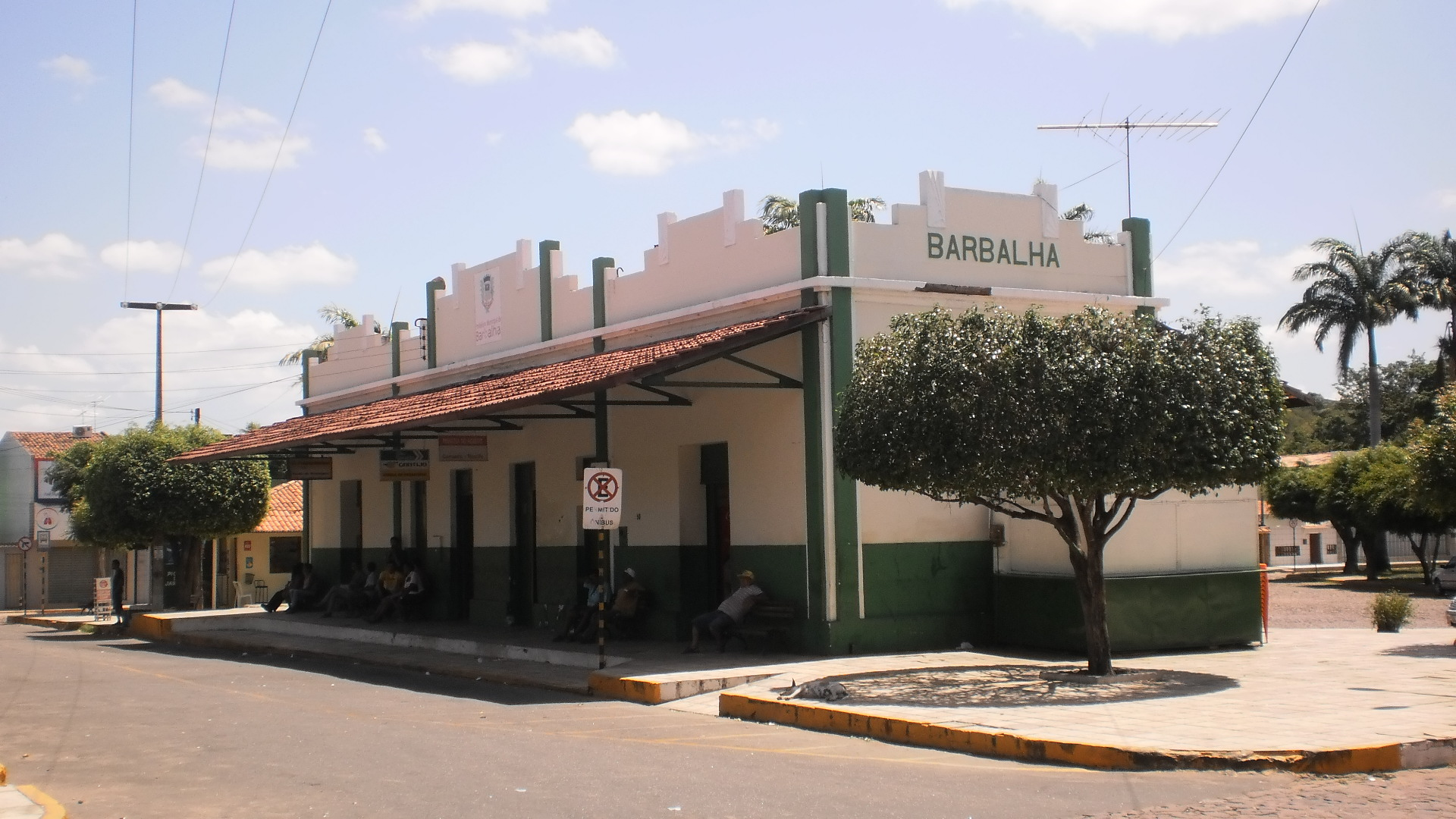
Rodoviária de Barbalha

O sistema de transportes é composto por empresas privadas de ônibus que atendem a população no deslocamento entre os bairros da zona urbana e distritos. Carros de linha regulares (caminhonetes) fazem o transporte para a zona rural deixando muito a desejar no que diz respeito à segurança e conforto para os passageiros. Uma cooperativa de transporte alternativo (vans) é responsável pelo transporte entre alguns bairros e o centro da cidade, além de complementar a ligação entre Barbalha e as cidades vizinhas. A empresa Viação Metropolitana é responsável pelo transporte entre as cidades de Barbalha, Crato, Juazeiro do Norte e Missão Velha, atuando com linhas regulares e carros que oferecem certo conforto aos usuários. A empresa atua, ainda, com o sistema de integração inter-municipal de transporte e faz jus aos direitos dos estudantes (meia-passagem) e dos idosos acima de 65 anos (isenção da passagem).
Futuramente a cidade contará com uma linha do Metrô do Cariri.
O terminal intermunicipal de passageiros funciona no antigo prédio da estação ferroviária e não supre a demanda de movimento. Observa-se a necessidade da construção de um novo terminal rodoviário, reivindicação antiga da população local.
Passam pela cidade as principais linhas que partem da região do Cariri para todo o país.
Em tempos outros a Cidade já desfrutou de linha ferroviária, que tinha como terminal o prédio onde é o atual terminal rodoviário da cidade e que contava com apenas 15 km, aproximadamente. Provavelmente sua chegada foi atrasada pela ação de cangaceiros. A obra foi trazida e concluída em 1950 pelo Departamento Nacional de Estradas de Ferro, sendo atribuído o feito a Emmanuel de Araújo Doria (Engenheiro Dória), motivo pela qual a praça que fica em frente à Estação, até hoje se chama Praça Engenheiro Dória. Transportava-se cargas.
Quanto ao trânsito de veículos do Município, pode-se constatar com uma rápida checada no seu mapa, que a o Centro urbano cresceu não ordenadamente, ou seja, sem planejamento devido, o que causa algumas distorções que decorrem deste fato. Há, segundo dados do IBGE, em 2010, uma frota de veículos relativamente pequena, alcançando o número de 8.890, entre veículos de passeio, ônibus, caminhões, tratores, motocicletas, caminhonetes e camionetas.
Parece, também haver imprudência generalizada por parte dos condutores, principalmente nas épocas em que há festas. Assim, embora bem sinalizadas as vias, ao menos no Centro, este cuidado não parece dar os resultados almejados, já que, segundo o "Mapa da violência 2012" o Município lidera o índice de mortes de jovens no trânsito dentre os municípios do Estado do Ceará.

#### Departamento Municipal de Trânsito
Órgão municipal que goza do status de secretaria, ou seja, faz parte da administração direta, não se caracterizando como autarquia, espécie de entidade da administração indireta. Destarte, não goza de autonomia financeira ou administrativa, submetendo-se, desta sorte, a vínculo de subordinação e hierarquia ao gabinete do prefeito também chamado pela sigla DEMUTRAN.
Dispõe de veículos próprios para desempenhar suas atribuições. Estas podem ser resumidas, dentre todas as previstas no art. 24 do Código de Trânsito Brasileiro, basicamente, em executar a fiscalização de trânsito, prover e manter a sinalização das vias municipais, planejar o trânsito da cidade, aplicar sanções, quando do cometimento de infrações de trânsito, etc.

#### Malha viária
A cidade, além das vias municipais, urbanas e rurais, comuns, é cortada por 4 rodovias de âmbito estadual. As principais são:
- CE-060: Faz as ligações Barbalha-Jardim e Barbalha-Juazeiro do Norte, sendo neste último caso, totalmente duplicada.
- CE-293: Faz a ligação Barbalha-Missão Velha, além da ligação interna entre a Sede e o Distrito de Arajara.
- CE-386: Ligação entre os Distritos do Caldas e Arajara e Arajara-Crato.

### Saneamento básico
A cidade sofre com um certo nível de falha quanto ao saneamento básico. Isto, porque apenas 48,83% dos domicílios urbanos possuem acesso ao serviço de coleta de esgoto , embora 98,04% possuam acesso ao serviço de fornecimento de água encanada. A maior parte dos domicílios também tem acesso à energia elétrica (91,68%), mas nem todos eles tem acesso a serviço de coleta de lixo regular (57,84%). Acrescente-se que em muitas ruas, a maioria, na verdade, o esgoto não é subterrâneo, mas a céu aberto.
Por isso pode-se dizer que a coleta de lixo na cidade é deficiente, o que é agravado pela falta de programas que incentivem e conscientizem a população a não jogar lixo no chão.
Importante ponto a ser destacado é que o Município, através da Lei Municipal 1.815/2008, ratificou o protocolo de intenções para formação do Consórcio Público juntamente com outros Municípios da Região Metropolitana do Cariri, ao escopo de unificar o serviço de aterro de resíduos sólidos (aterro sanitário).
O serviço de água e esgoto é prestado, na cidade, pela Cagece, sociedade de economia mista instituída pelo estado do Ceará, tendo sido sua criação dada pela Lei Estadual n.º 9.499, de 20 de julho de 1971.

### Segurança
Há, em Barbalha, Destacamento da Polícia Militar do Estado do Ceará, vinculado à 1ª CIA do 2º Batalhão de Polícia Militar-BPM (Quartel em Juazeiro do Norte) do Comando de Policiamento do Interior-CPI, bem como duas viaturas do Ronda do Quarteirão. Outrossim, existe Delegacia Municipal da Polícia Civil, vinculada à 20ª Região.
A Cadeia Pública de Barbalha antes funcionava na Casa de Câmara e Cadeia (Palácio 3 de Outubro), prédio bastante antigo, cuja construção remonta à grande seca de 1877 e que desabou em 2004, em consequência do grande volume de chuvas. O Município permaneceu quatro anos sem cadeia pública, até que, em 2008 foi inaugurado novo prédio destinado a servir para o funcionamento daquela. Não há posto do Corpo de Bombeiros.

### Ciência e tecnologia
Encontra-se em Barbalha uma das Estações Experimentais da Embrapa Algodão. Esta unidade faz pesquisas científicas que visam melhorar as técnicas de cultivo de algodão.

### Meios de comunicação

#### Rádios
Existem algumas estações de rádio na cidade: A Rádio Cetama e a Rádio Barbalha operam, respectivamente, nas frequências AM 930 kHZ e FM 96,7 MHZ. Há, ainda, a Rádio Caldas FM 105,9 MHZ e algumas rádios comunitárias. Não são rádios de grande porte, nem dispõem de estrutura de altíssimo nível, atingindo apenas nível local.

#### Telefonia
São disponíveis para uso, na Cidade de Barbalha, as operadoras Tim, Claro, Oi e Vivo, embora, em determinadas localidades específicas, o sinal possa não ser recebido, de maneira adequada, pelo usuário. O Município está localizado no código de área 88.

#### Internet
Além das conexões de internet que são oferecidas pelas operadoras de telefonia móvel, há empresas que fornecem internet via rádio, como a barbalhense Iknet e a Baydenet.

## Turismo
Com amplo potencial turístico, a cidade se destaca na região por possuir atrativos de diversas naturezas. Esta atividade gera grande renda para o município.

### Turismo ecológico

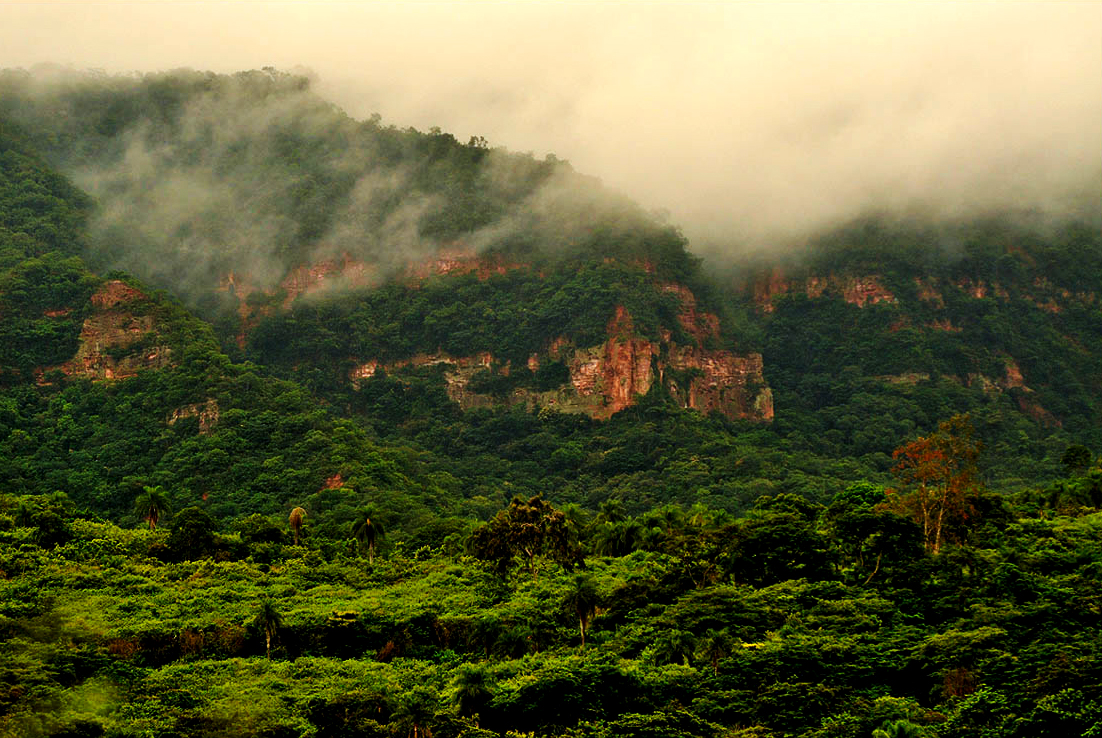
Chapada do Araripe

Por situar-se na encosta da Chapada do Araripe, a cidade conta com uma vasta área de floresta nativa repleta de fontes de água mineral e trilhas ecológicas.
Além da área de proteção ambiental da Chapada do Araripe, reservas ecológicas particulares são encontradas em todo o pé da serra na cidade conferindo proteção e preservação ao importante ecossistema da flora e fauna regional, inclusive para espécies ameaçadas de extinção.
- Parque ecológico do Riacho do Meio: Abriga um sítio ecológico do Geopark Araripe[20] onde se encontram fontes e bicas de água mineral e trilhas demarcadas para visitação. Não é necessária autorização prévia para a visitação do local, mas se indica companhia de guia turístico, a despeito da sinalização nas trilhas ser boa, suficiente e estar em bom estado de conservação.[89][90]

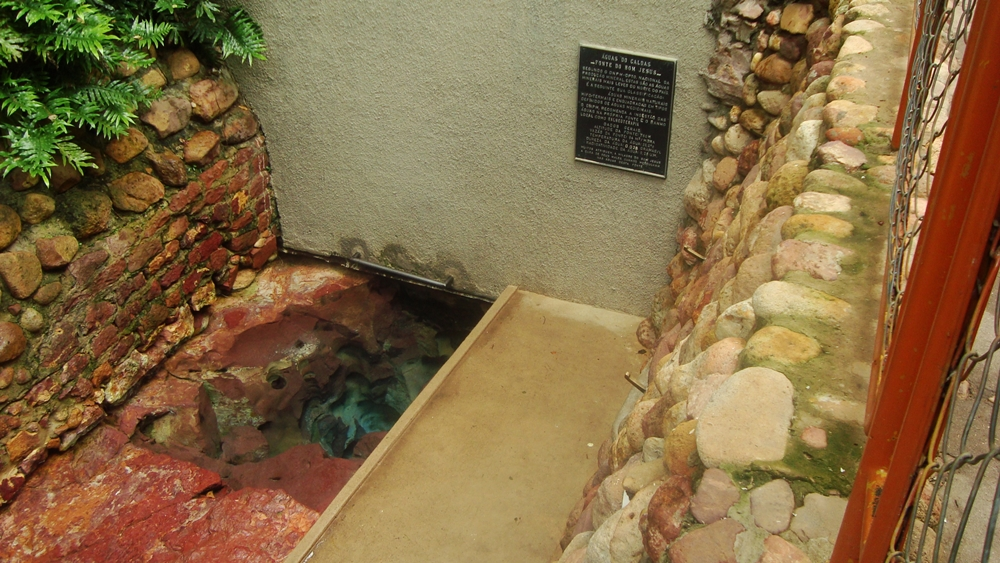
Buraco do Bom Jesus, Balneário do Caldas

- Balneário do Caldas: Situado no distrito de Caldas a mais de 700 metros de altitude, é um local de lazer com piscinas, cascatas, restaurantes e quadras esportivas. A Estância hidromineral possui duas fontes naturais de águas termais. Chalés de veraneio e o Hotel das Fontes completam a estrutura do Balneário.[91]

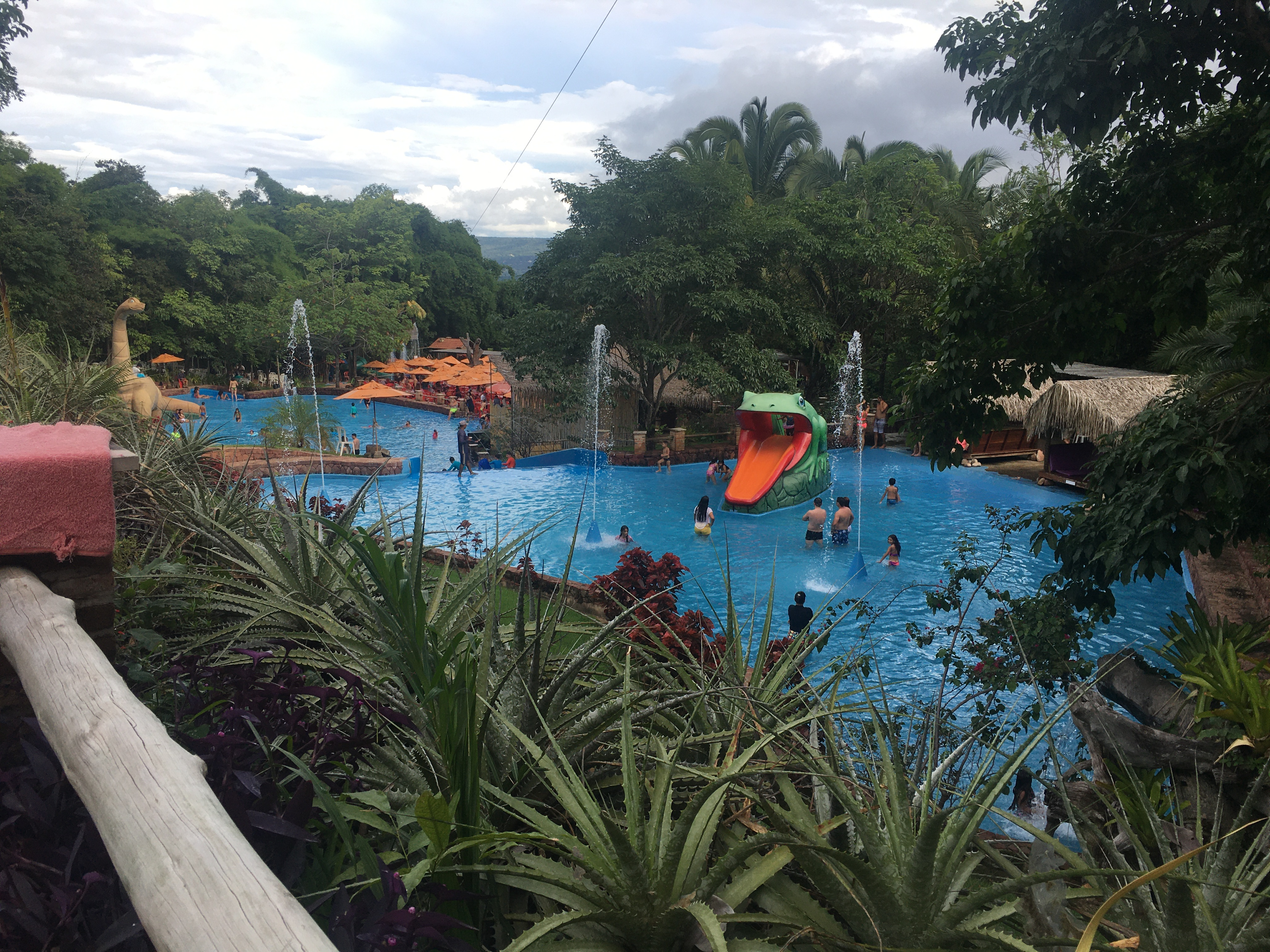
Arajara Park - Barbalha

- Arajara Park: Localizado no distrito de Arajara, o parque temático está a 920 metros acima do nível do mar. Piscinas, toboáguas e equipamentos de lazer além de restaurante e bares estão à disposição do turista e da população local. Conta, ainda, com uma reserva particular que possui trilha ecológica aberta à visitação. No passeio é possível observar o Soldadinho do Araripe, ave típica da região, em seu habitat natural. A trilha termina na Gruta do Farias, uma das principais fontes de água mineral da Chapada do Araripe. Foi inaugurado em 21 de abril de 2002 e licenciado pela SEMACE e IBAMA.

Quanto ao Arajara Park, houve vozes dissidentes quando na fase de construção, visto seu alto grau de impacto ambiental, causada pela drástica alteração no cenário natural da localidade e pelo fluxo de pessoas e veículos no local .
Todavia, segundo a administração do parque, em seu próprio site, a construção do empreendimento foi benéfica, tanto para as pessoas, como para o ambiente natural, já que, antes da obra, havia muitas roças no local, feitas sem as devidas técnicas de plantio e preservação, além de corte de lenha, caça e outros fatores. Ainda segundo tal informação, hoje há diversos projetos de preservação, principalmente da mata ciliar.

### Turismo histórico

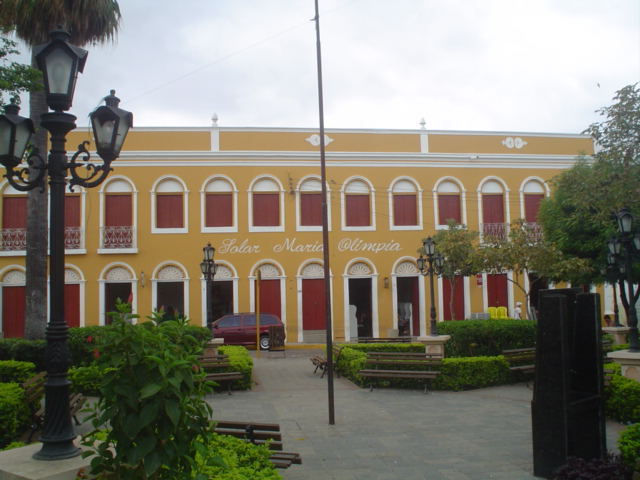
Praça no centro de Barbalha, ao fundo Solar Maria Olímpia

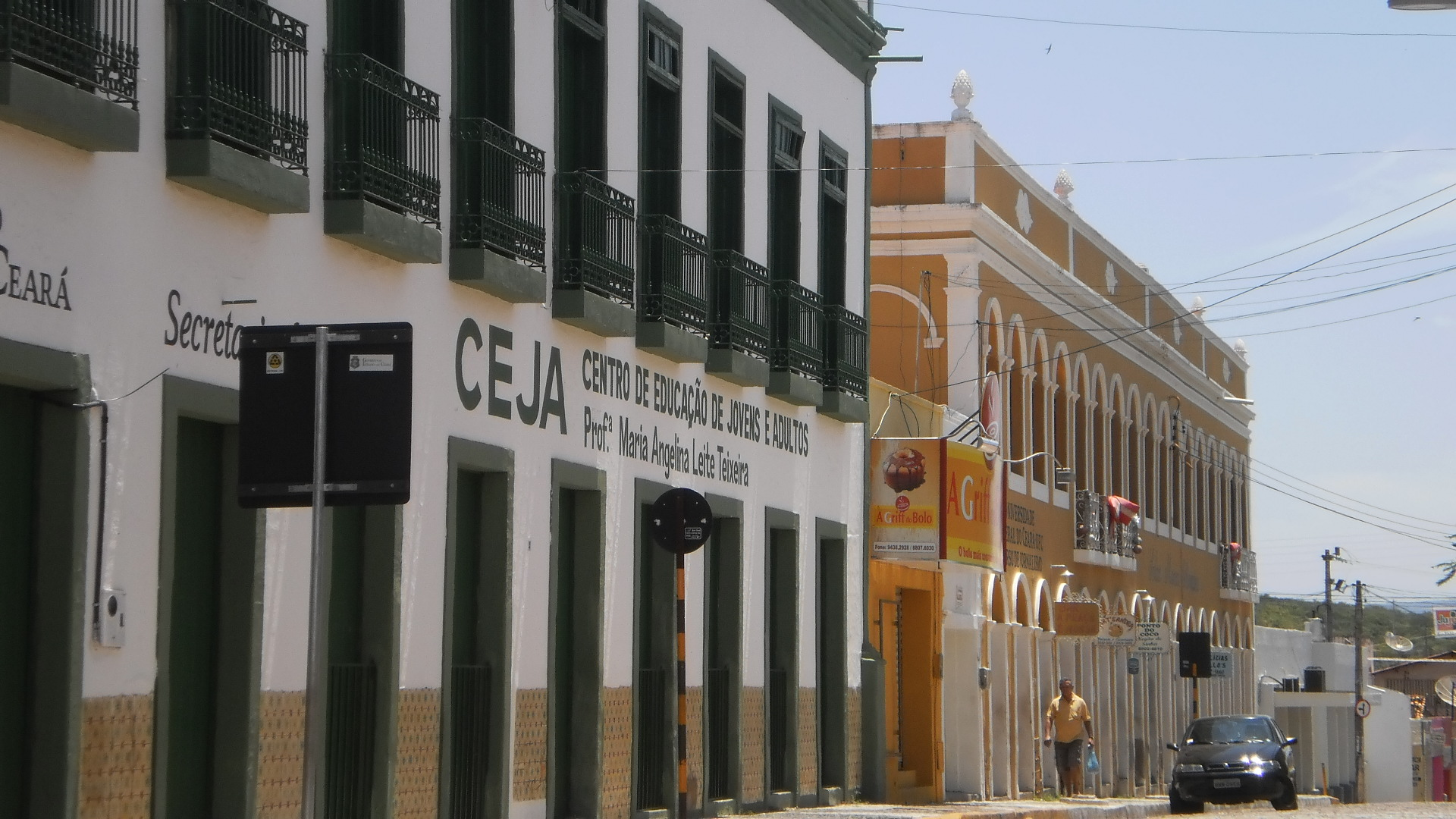
Centro histórico de Barbalha

Barbalha se destaca na região por possuir um vasto e preservado sítio arquitetônico composto por diversos prédios públicos e particulares, o que atrai estudiosos e interessados no turismo histórico. Contando com cerca de 40 prédios, o casario do Centro Histórico de Barbalha se caracteriza pela arquitetura do período imperial com prédios construídos nos séculos XVIII e XIX.

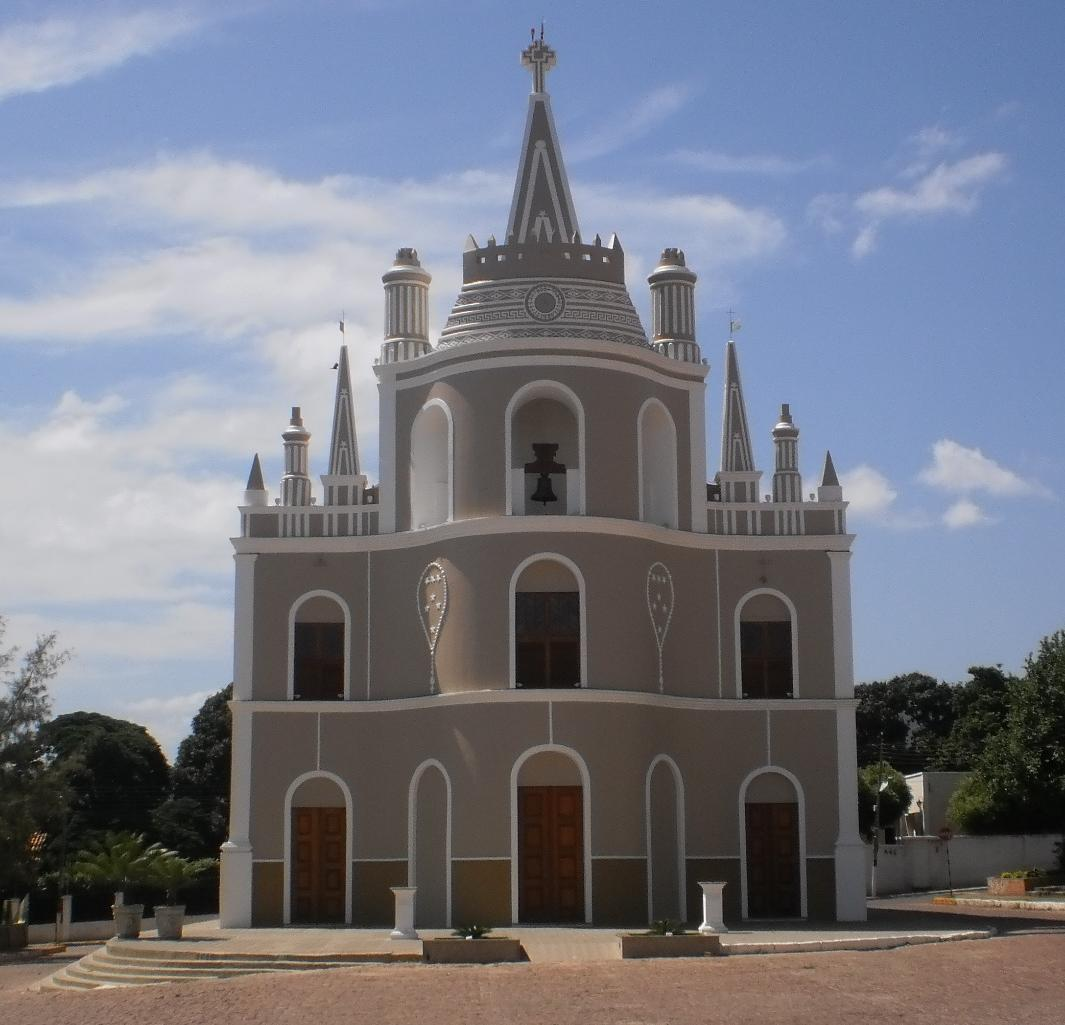
Igreja do Rosário

O Centro Histórico de Barbalha se localiza no centro da cidade, numa área que compreende aproximadamente 20 ruas. Seus limites vão desde o entorno do largo do rosário até o largo do Colégio Nossa senhora de Fátima e da Rua do Vidéo à Praça Engenheiro Dória (Estação).  Além das históricas Igreja Matriz de Santo Antônio e  Igreja de Nossa Senhora do Rosário, prédios como o antigo Casarão Hotel e Palácio 3 de Outubro fazem parte da composição.
Segue tramitando no IPHAN o processo de inventário e tombamento do centro histórico de Barbalha, que, em 2012, recebeu investimentos do poder público, sendo lançada ordem de serviço para início das obras de revitalização. O Processo de restauração urbanística terá início com a padronização do calçamento em paralelepípedo rejuntado e seguirá com outras etapas posteriormente.

### Turismo rural

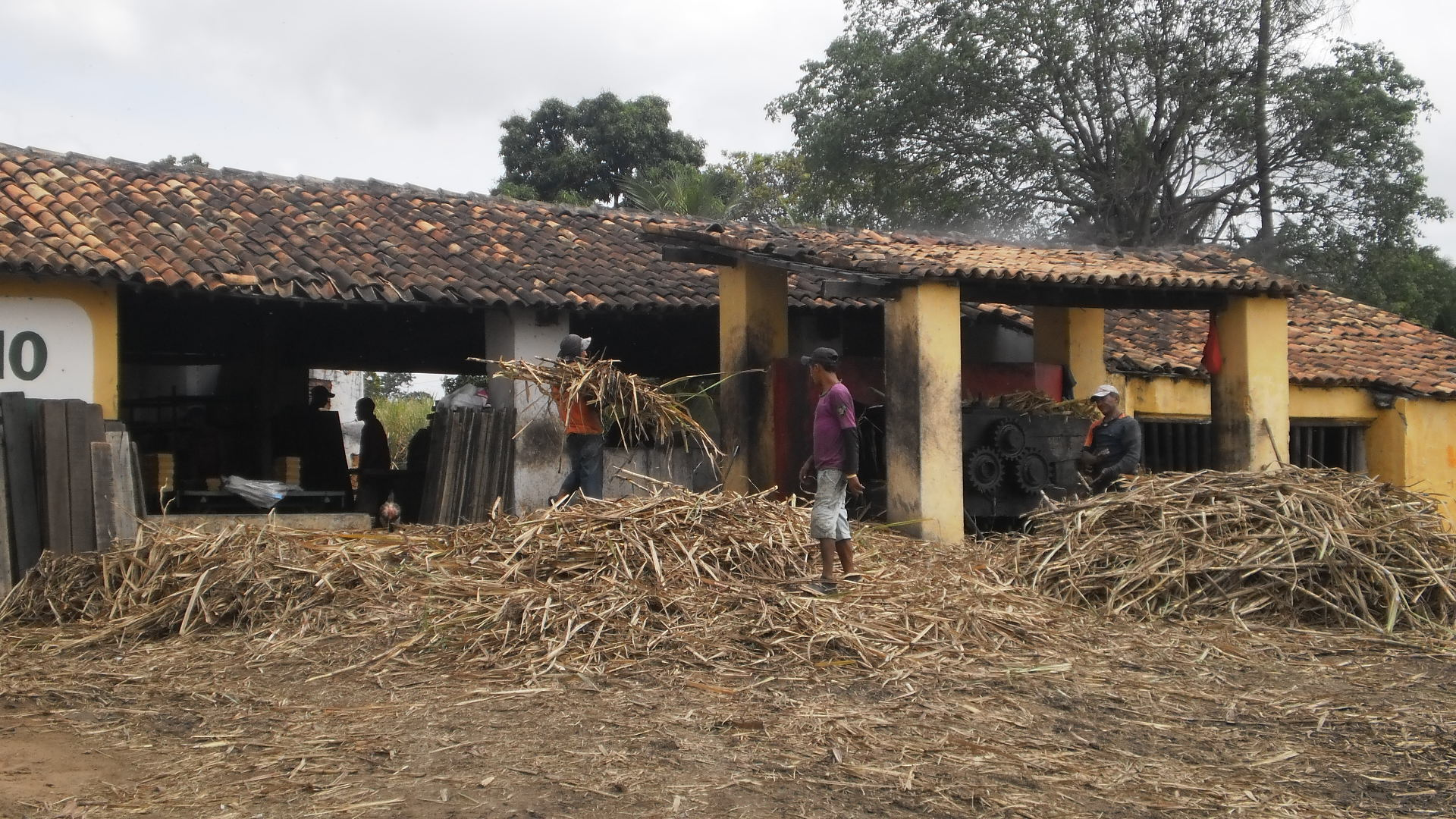
Engenho de rapadura

A zona rural da cidade conta com várias comunidades que vivem basicamente da agricultura, com destaque para o cultivo da cana-de-açúcar e feitura da rapadura.
A visitação aos engenhos e a oportunidade de conhecer e experimentar o doce típico da cidade no momento em que está sendo feito, atrai muitas pessoas aos sítios, principalmente comitivas de romeiros, que vêm de Juazeiro do Norte nas épocas em que a peregrinação religiosa atinge seu pico. É muito comum ônibus lotados visitarem engenhos no Sítio Venha-Ver.
Tem destaque o corredor rural que vai do sítio Venha-ver até o distrito de Estrela, onde se concentra a maioria dos engenhos da região.

## Cultura e folclore
Tida como um dos maiores celeiros de cultura popular do interior do Brasil, atrai milhares de turistas todos os anos durante os festejos do padroeiro Santo Antônio.
São vários os grupos folclóricos e folguedos juninos compostos por cidadãos das diversas comunidades rurais e dos bairros da cidade.
A preocupação de passar as tradições culturais de pai para filho torna a inserção de jovens nos grupos folclóricos uma prática comum do local. Os jovens são ensinados pelos “mestres” que coordenam os grupos.

### Festa de Santo Antônio

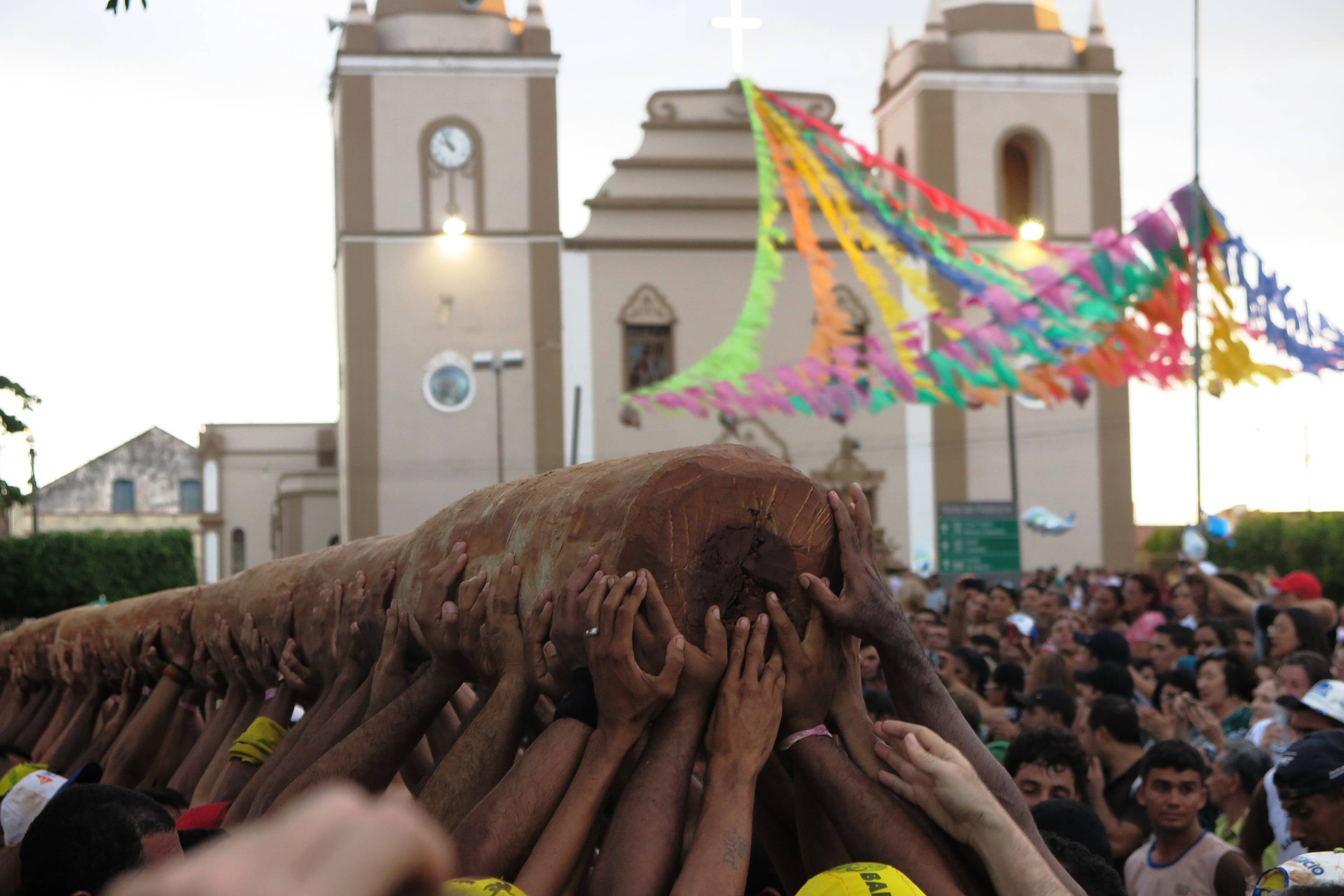
Festa de Santo Antônio de Barbalha

O maior festejo popular da cidade acontece no mês de junho e é alusivo ao padroeiro da cidade, Santo Antônio. A festa dura em média 15 dias e é uma das maiores festas juninas do Brasil. Além da realização da tradicional trezena religiosa em homenagem ao santo padroeiro, ocorrem os festejos sociais como a quermesse e shows de grande porte no Parque da Cidade.
A festa tem início com o dia do Pau da Bandeira, tradição local com mais de 100 anos de existência. Neste dia, o primeiro da Festa de Santo Antônio, os homens devotos vão às cinco horas da manha em busca do mastro, previamente escolhido e preparado, em um sítio localizado no pé da serra há 6 km de distância do centro da cidade. Acompanhados por uma multidão de pessoas, os homens trazem o Pau da Bandeira nos ombros até a frente da Igreja Matriz de Santo Antônio para hastear a bandeira do padroeiro e simbolizar que a cidade está em festa.
Concomitante a isto, pela manhã, acontece o tradicional cortejo folclórico, onde todos os grupos da cidade se apresentam na principal rua do Centro Histórico. Durante todo o dia, até a chegada do Pau da Bandeira, milhares de pessoas se aglomeram pelas ruas do Centro histórico da cidade assistindo a shows típicos nos pólos artísticos, desfilando em blocos ou simplesmente esperando o grande momento da festa, a passagem do Pau da Bandeira até a “rua da igreja” para o seu hasteamento.
É uma festa que mescla o sagrado e o profano e encontra-se no nebuloso eixo entre ambos os conceitos, o que sempre deu certos cuidados à Igreja Católica, de forma que, no momento em que se hasteia o Pau-da-Bandeira, as portas da Igreja da Matriz encontram-se fechadas. É um detalhe bem simbólico, pois denota a preocupação da referida instituição em segregar ambos os aspectos e definir, ou, ao menos, tentar, no papel, os limites da festa.
Não é errôneo dizer que esta prática, em seu nascedouro, foi fomentada pelo Padre Ibiapina, que durante algum tempo prestou serviços de caridade à população.

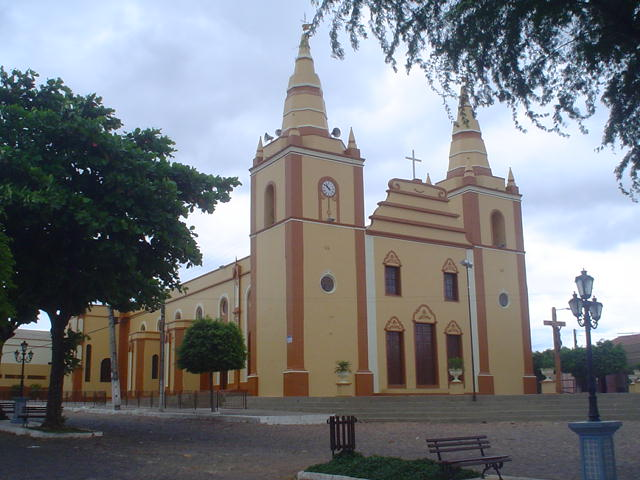
Igreja Matriz de Santo Antônio de Barbalha

A partir de então até o dia de Santo Antônio, 13 de Junho, shows e comidas típicas são encontrados na tradicional quermesse que acontece sempre após a missa, na rua da Matriz.
Shows de grande porte são oferecidos à população no parque da cidade que conta também com barracas e parques de diversão.
No dia 13 de Junho acontece a procissão de Santo Antônio, que reúne milhares de pessoas vindas de todas as comunidades do município, além de cidades vizinhas. O carro andor com a imagem do padroeiro em tamanho natural é acompanhado pelas estatuas dos padroeiros das capelas de todas as comunidades e segue em cortejo pelas principais ruas da cidade.
Para produzir documentário sobre este quadro cultural, o Governo Municipal lançou em 7 de maio de 2012 edital para licitação na modalidade convite. Este procedimento cuminou com a produção do documentário "Memória dos prédios históricos de barbalha" do cineasta Rosemberg Cariry.
A Festa de Santo Antônio encontra-se em estágio final para ser tombado como Patrimônio Imaterial.

### Os Penitentes
Ponto importante a se enfatizar no contexto cultural e religioso barbalhense é o Grupo dos Penitentes. Os integrantes desta manifestação religiosa se auto-flagelam (mortificação do corpo) como meio de atingir a salvação da alma após a morte. Embora o auto-flagelo seja a principal expressão que demarca esta irmandade, as penitências são mais diversificadas, incluindo longas caminhadas ao mesmo tempo em que rezam, mendicância itinerante, privações materiais, etc. Pode-se dizer que esta irmandade é uma forma de exteriorização da religião católica na Região do Cariri, já que, além de Barbalha, também aparecem em Juazeiro, por exemplo. Os Penitentes fazem parte do roteiro explorado pela Organização da Festa de Santo Antônio.

### O Reisado

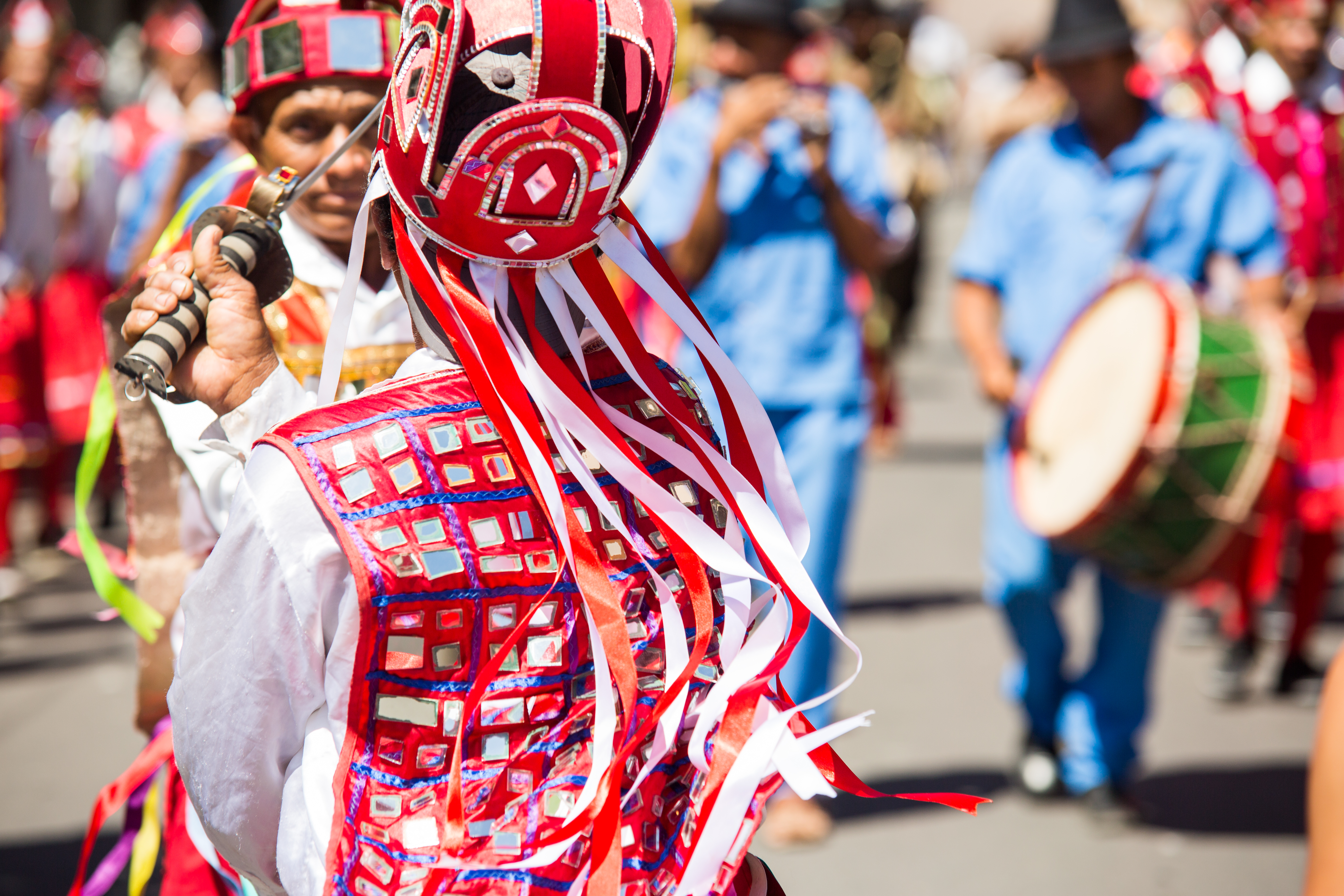
Cortejo de Reisado em Barbalha - Ceará

O Reisado é uma brincadeira, uma espécie de teatro nômade, em que um grupo de brincantes se conta uma narrativa que não tem começo ou fim e não é determinada, pois pode mudar por diversos motivos. Segundo os brincantes: "Uma viagem que vem do começo do mundo". Durante a andança, ocorrem paradas, espécies de pontos de checagem, ocasiões em que contam para aqueles ao redor, interagindo com eles, sobre o que aconteceu na viagem até o momento. Manifestação popular que junta os aspectos lúdico (cômico) e heroico (épico).Os brincantes interpretam reis, rainhas, santos ou guerreiros.

### Festas locais
Cada localidade do Município tem seu padroeiro e a respectiva festa. Comumente também se hasteia um pau da bandeira. No Distrito da Arajara se homenageia a Imaculada Conceição; No Sítio Lagoa, a padroeira é Santa Luzia; No Distrito Estrela, o santo patrono é São João Batista, assim como no Brejão. Embora com as diferenças de dimensão e pequenas peculiaridades de cada localidade, os festejos tem o rito bastante parecido com o do Pau da Bandeira de Santo Antônio.

### Cine teatro
O Cine Teatro Neroly Filgueira abriga diversos acontecimentos culturais, de entretenimento e, por vezes, até políticos. Em outubro de 2011, por exemplo, se deu no local a Mostra de Cinema Infantil. Já em novembro de 2012, ocorreu o Festival de Teatro Barbalha Cênica, com a apresentação de diversas peças, com grupos de teatro de diversos locais da Região do Cariri. Ademais, acontecem algumas aulas de teatro no local.

### Canções em homenagem à cidade
Devido aos seus inúmeros fascínios, a cidade ganhou homenagens de vários músicos de peso, criando verdadeiros hinos não oficiais.
Todavia é na época da Festa de Santo Antônio de Barbalha embalada pela animação popular que duas grandes músicas se destacam; A primeira é a Festa de Santo Antônio, de Luiz Gonzaga, conhecida nacionalmente e a segunda
música,  Linda Barbalha de Alcymar Monteiro. Ambas extrapolam os limites de simples canções sendo consideradas hinos da identidade cultural da cidade a estufar o peito de seus cidadãos de orgulho.
A cidade tem o hino oficial do município de autoria de Maria Alacoque Sampaio, que compôs a letra e a música.
| “ | Canta Barbalha a tua fé cheia de esplendor. Canta Barbalha as esperanças do teu porvir. Canta Barbalha as alegrias que hão de vir. Canta Barbalha a caridade que diz amor! Terra querida, és nossa vida tudo daremos em teu favor. Terra de Santo antônio, o nosso grande protetor! Canta Barbalha a beleza dos palmeirais. Canta Barbalha de tuas fontes o marulhar. Canta Barbalha este teu valeu sem fim, sem par. Canta Barbalha os teus verdes canaviais! Canta Barbalha os devotados à instrução. Canta Barbalha as tuas lutas cheias de ardor. Canta Barbalha os que batalham em teu favor. Canta Barbalha aos céus um hino de gratidão! Canta Barbalha os que passaram fazendo o bem. Canta Barbalha os que lutaram como heróis. Canta Barbalha os que brilharam quais lindos sóis. Canta Barbalha essa saudade que a gente tem! | ” |

## Esportes
Os esportes mais praticados em Barbalha são o futebol e o futsal, mormente nas escolas, mas também é comum ver pessoas praticando vôlei ou caminhada (corrida/jogging/cooper) e ciclismo, bem como musculação.
Algumas escolas, como o Colégio Nossa Senhora de Fátima, o Colégio Santo Antônio e o Centro Educacional Lyrio Callou promovem, anualmente, jogos de diversas modalidades, que vão desde futsal, natação, carimba (queimada), vôlei, e basquete, até tênis de mesa, e xadrez.
Atualmente, existe no Município um time de futebol disputando o Campeonato Cearense. É o Barbalha Futebol Clube, que tem mandado seus jogos no Estádio Lírio Callou, mais conhecido por Inaldão. Em 2014, o disputou pela primeira vez a copa do Brasil, onde foi eliminado na primeira fase pelo Cuiabá EC. Em 2019, pela primeira vez em sua história chegou a disputar a primeira divisão do Campeonato Cearense, tendo terminado a primeira fase na primeira colocação, que lhe garantiu vaga para copa do Brasil em 2020.
Há, também, um campeonato municipal, o Campeonato Barbalhense, que é organizado em  1°,2° e 3° divisões.São alguns dos clubes participantes: Malvinense, Novo Rosário, Família Coutinho(time de Pikachu e do grande atleta das cabeceiras, negão e família.), Atlético Rosário,Time das almas, Grêmio, Vitória, Perboni, Caldas, Bela Vista, Gama, Buriti, Matonense, Malvinense, Imperial, Cirolândia, Cabeceiras, Santa Cruz e Internacional. Os jogos são realizados no Inaldão.
Surgiu, em 2012, na Cidade um time de futebol americano, o Araripe Soldiers, que realiza ações sociais, como o ensino do inglês a jovens carentes, através da prática do esporte, bem como apoio ao IACC (Instituto de Apoio à Criança com Câncer). O time treina no Inaldão.

## Barbalhenses ilustres
Barbalhenses notáveis em ordem alfabética:
- Cláudio Martins
- Edilmar Norões
- Hermes Carleial
- Joaquim Francisco de Paula
- Joaquim Pinto Madeira
- José Bernardino Carvalho Leite
- Leão Sampaio
- Lyrio Callou
- Martins d'Alvarez
- Monsenhor Murilo
- Mozart Cardoso de Alencar
- Oceano Carleial
- Pedro Mansueto de Lavor